# Opere di William-Adolphe Bouguereau
La tabella successiva è un elenco dei dipinti eseguiti dall'artista francese William-Adolphe Bouguereau, elencati cronologicamente.

## Elenco dei dipinti

### Anni 1840
| Dipinto | Nome                                                       | Anno | Dimensioni     | Note | Città e galleria                    | N° di Catalogo ragionato (Bartoli-Ross, 2010) |
| ------- | ---------------------------------------------------------- | ---- | -------------- | --- | ----------------------------------- | --------------------------------------------- |
|         | Giacobbe riceve la tunica insanguinata di Giuseppe         | 1845 | 110,5 x 144 cm | Dipinto per il concorso di pittura storica dell'École des Beaux-Arts di Bordeaux nel 1845.                                           | Collezione privata                  | 1845/01                                       |
|         | Ritratto di zia Adèle                                      | 1845 | 55 x 46 cm     | | La Rochelle, "musée des Beaux-Arts" | 1845/02                                       |
|         | Ritratto di una donna seduta con un fiocco rosa            | 1845 | 32,5 x 24 cm   | | Collezione privata                  | 1845/03                                       |
|         | Ritratto di una donna seduta                               | 1845 | 32 x 24 cm     | | Collezione privata                  | 1845/04                                       |
|         | Ritratto di uno degli abati Hontang                        | 1846 | 60 x 50,5 cm   | | Collezione privata                  | 1846/01                                       |
|         | Ritratto di Ferdinand Chaigneau (testa)                    | 1847 | 41 x 33 cm     | | Collezione privata                  | 1847/01                                       |
|         | Ritratto di Ferdinand Chaigneau (testa e mani)             | 1847 | 77 x 60 cm     | | Collezione privata                  | 1847/02                                       |
|         | Ritratto di una donna                                      | 1847 | 134 x 110 cm   | | Ubicazione attuale sconosciuta      | 1847/04                                       |
|         | San Pietro cerca Maria dopo la sua liberazione dal carcere | 1848 | 114 x 147 cm   | Presentato nel 1848 per il Prix de Rome di pittura. Bouguereau ottiene il secondo Grand Prix, dopo Gustave Boulanger.                | Collezione privata                  | 1848/02                                       |
|         | Ritratto dello scultore Chevallier                         | 1848 | 41 x 32 cm     | | Collezione privata                  | 1848/03                                       |
|         | Uguaglianza davanti alla morte                             | 1848 | 141 x 269 cm   | | Parigi, museo d'Orsay               | 1848/04                                       |
|         | Ulisse riconosciuto da Euriclea                            | 1849 | 112 x 145 cm   | Presentato nel 1849 per il Prix de Rome di pittura. Bouguereau non ottiene il Prix, che viene invece attribuito a Gustave Boulanger. | La Rochelle, musée des Beaux-Arts   | 1849/03                                       |

### Anni 1850
| Dipinto | Nome                                                            | Anno | Dimensioni       | Note | Città e galleria                                           | N° di Catalogo ragionato (Bartoli-Ross, 2010) |
| ------- | --------------------------------------------------------------- | ---- | ---------------- | --- | ---------------------------------------------------------- | --------------------------------------------- |
|         | Autoritratto                                                    | 1850 | 60,5 x 50 cm     | | Collezione privata                                         | 1850/01                                       |
|         | Il disprezzo                                                    | 1850 | 65 x 50 cm       | Dipinto nel 1850 per il concorso de la tête d'expression peinte.                                                                      | Parigi, École nationale Supérieure des Beaux-Arts          | 1850/04                                       |
|         | Zenobia ritrovata sulle rive dell'Arasse                        | 1850 | 32 x 24 cm       | Schizzo prodotto per il Prix de Rome del 1850.                                                                                        | Parigi, École nationale supérieure des beaux-arts          | Non catalogato                                |
|         | Zenobia trovata dai pastori sulle rive del fiume Arasse         | 1850 | 147 x 113 cm     | Presentato nel 1850 per il Prix de Rome di pittura. Bouguereau riporta la vittoria del prix, assieme a Paul Baudry                    | Parigi, École nationale supérieure des beaux-arts          | 1850/06                                       |
|         | Torso o figura dipinta a metà                                   | 1850 | 100 x 81 cm      | Dipinto il 29 giugno 1850 per il concorso della figura a mezzobusto.                                                                  | Parigi, École nationale supérieure des beaux-arts          | 1850/07                                       |
|         | Gli innamorati                                                  | 1850 | 74 x 60 cm       | | Collezione privata                                         | 1850/08                                       |
|         | Dante e Virgilio                                                | 1850 | 280,5 x 225,3 cm | | Parigi, museo d'Orsay                                      | 1850/10                                       |
|         | Ritratto di Monsieur M.                                         | 1850 | 86,5 x 70,5 cm   | | Pasadena, Norton Simon Museum                              | 1850/11                                       |
|         | Ritratto d'Eugène Bouguereau, zio dell'artista                  | 1850 | 46 x 41 cm       | | Collezione privata                                         | 1850/12                                       |
|         | Ritratto d'Adolf Bouguereau, zio dell'artista                   | 1850 | 56 x 45,5 cm     | | Collezione privata                                         | 1850/13                                       |
|         | Ritratto d'Amélina Dufaud, signora Bouguereau, zia dell'artista | 1850 | 56 x 45,5 cm     | | Collezione privata                                         | 1850/14                                       |
|         | Ritratto di Céline Bouguereau, cugina dell'artista              | 1850 | 33 x 25 cm       | | Collezione privata                                         | 1850/15                                       |
|         | Ritratto di Léonie Bouguereau, cugina dell'artista              | 1850 | 28,5 x 23 cm     | | Collezione privata                                         | 1850/16                                       |
|         | Ritratto di Félix Chabaud, incisore di medaglie                 | 1852 | 47 x 37 cm       | | Roma, Académie de France à Rome                            | 1852/01                                       |
|         | Ritratto di Joseph-Gabriel Tourny, incisore                     | 1852 | 47 x 37 cm       | | Roma, Académie de France à Rome                            | 1852/02                                       |
|         | Gli Ebrei fatti prigionieri/in cattività                        | 1852 | 77 x 103 cm      | | Collezione privata                                         | 1852/04                                       |
|         | Il Caneforo                                                     | 1852 | 244 x 176 cm     | | Collezione privata                                         | 1852/05                                       |
|         | Idillio                                                         | 1852 | 84,5 x 63,5 cm   | | Messico, Fondazione "Juan Antonio Pérez Simon"             | 1852/06                                       |
|         | Autoritratto                                                    | 1853 | 40,5 x 32 cm     | | Collezione privata                                         | 1853/01                                       |
|         | Copia della Galatea di Raffaello                                | 1853 | 230 x 220 cm     | | Digione, Museo delle belle arti di Digione                 | 1853/05                                       |
|         | La battaglia dei Centauri e dei Lapiti                          | 1853 | 124 x 173,5 cm   | | Richmond (Virginia), Museo di belle arti della Virginia    | 1853/07                                       |
|         | Ritratto di Jean-Pierre Rémy Lasserre                           | 1853 | 62 x 49 cm       | | Collezione privata                                         | 1853/10                                       |
|         | Ritratto di Charles Garnier                                     | 1853 | 41 x 32,5 cm     | | Parigi, École nationale supérieure des beaux-arts          | 1853/15                                       |
|         | Ritratto di Martial Deveaux, incisore in intaglio               | 1853 | 46 x 36 cm       | | Roma, Académie de France à Rome                            | 1853/16                                       |
|         | Ritratto di Teresa                                              | 1854 | 40 x 32 cm       | | Valenciennes, "musée des Beaux-Arts"                       | 1854/01                                       |
|         | Ritratto di Gabriel-Jules Thomas, scultore                      | 1854 | 47 x 36 cm       | | Roma, Académie de France à Rome                            | 1854/03                                       |
|         | Testa di baccante                                               | 1854 | 60 x 48 cm       | | Moulins (Allier), "musée des Beaux-Arts"                   | 1854/04                                       |
|         | Testa di baccante (replica)                                     | 1854 | 60 x 50 cm       | | Collezione privata                                         | 1854/04A                                      |
|         | Il corpo di santa Cecilia portato nelle catacombe di Roma       | 1854 | 343 x 428 cm     | Inviato da Roma nel 1854. Distrutto durante l'incendio scoppiato nella cappella del castello di Lunéville avvenuto il 3 gennaio 2003. | Distrutto al castello di Lunéville                         | 1854/05                                       |
|         | Autoritratto                                                    | 1854 | 47 x 36 cm       | | Roma, Académie de France à Rome                            | 1854/06                                       |
|         | Primo ritratto di Catherine Bouguereau                          | 1854 | 64,5 x 53,5 cm   | | Collezione privata                                         | 1854/07                                       |
|         | Secondo ritratto di Catherine Bouguereau                        | 1854 | 100 x 80 cm      | | Collezione privata                                         | 1854/08                                       |
|         | L'amore fraterno                                                | 1854 | 147 x 113,7 cm   | | Boston, Museum of Fine Arts                                | 1854/10                                       |
|         | Amore fraterno (riduzione)                                      | 1854 | 64,5 x 53 cm     | | Collezione privata                                         | 1854/10A                                      |
|         | Ritratto di un uomo                                             | 1854 |                  | | Localizzazione attuale sconosciuta                         | 1864/11                                       |
|         | Primavera                                                       | 1854 | 180 x 85 cm      | Dipinto per il padiglione di Paul Monlun ad Angoulins.                                                                                | Collezione privata                                         | 1854/12A                                      |
|         | Estate                                                          | 1854 | 180 x 85 cm      | Dipinto per il padiglione di Paul Monlun ad Angoulins.                                                                                | Collezione privata                                         | 1854/12B                                      |
|         | Autunno                                                         | 1854 | 180 x 85 cm      | Dipinto per il padiglione di Paul Monlun ad Angoulins.                                                                                | Collezione privata                                         | 1854/12C                                      |
|         | Inverno                                                         | 1854 | 180 x 85 cm      | Dipinto per il padiglione di Paul Monlun ad Angoulins.                                                                                | Collezione privata                                         | 1854/12D                                      |
|         | Pesca                                                           | 1855 | 60 x 200 cm      | Dipinto per il padiglione di Paul Monlun ad Angoulins.                                                                                | Collezione privata                                         | 1855/01A                                      |
|         | Caccia                                                          | 1855 | 60 x 200 cm      | Dipinto per il padiglione di Paul Monlun ad Angoulins.                                                                                | Collezione privata                                         | 1855/01B                                      |
|         | Danza                                                           | 1855 | 60 x 200 cm      | Dipinto per il padiglione di Paul Monlun ad Angoulins.                                                                                | Collezione privata                                         | 1855/01C                                      |
|         | I bagni                                                         | 1855 | 60 x 200 cm      | Dipinto per il padiglione di Paul Monlun ad Angoulins.                                                                                | Collezione privata                                         | 1855/01D                                      |
|         | L'Amore                                                         | 1855 | 270 x 150 cm     | Dipinto nel 1855-1856 per il salone del palazzo di Anatole Bartholoni, 55 rue de Verneuil a Parigi.                                   | Parigi, Ambasciata statunitense in Francia                 | 1855/02A                                      |
|         | L'Amicizia                                                      | 1855 | 270 x 150 cm     | Dipinto nel 1855-1856 per il salone del palazzo di Anatole Bartholoni, 55 rue de Verneuil a Parigi.                                   | Parigi, Ambasciata statunitense in Francia                 | 1855/02B                                      |
|         | La Fortuna                                                      | 1856 | 270 x 150 cm     | Dipinto nel 1855-1856 per il salone del palazzo di Anatole Bartholoni, 55 rue de Verneuil a Parigi.                                   | Parigi, Ambasciata statunitense in Francia                 | 1855/02C                                      |
|         | Arion su un mostro marino                                       | 1856 | 71 x 112 cm      | Dipinto nel 1855-1856 per il salone del palazzo di Anatole Bartholoni, 55 rue de Verneuil a Parigi.                                   | Cleveland, Cleveland Museum of Art                         | 1855/03A                                      |
|         | Baccante su una pantera                                         | 1856 | 71 x 112 cm      | Dipinto nel 1855-1856 per il salone del palazzo di Anatole Bartholoni, 55 rue de Verneuil a Parigi.                                   | Cleveland, Cleveland Museum of Art                         | 1855/03B                                      |
|         | Scene d'autunno                                                 | 1855 | 52 x 102 cm      | Dipinto nel 1855-1856 per il salone del palazzo di Anatole Bartholoni, 55 rue de Verneuil a Parigi.                                   | Yamanashi (Giappone), "musée préfectoral"                  | 1855/04B                                      |
|         | Idillio, antica famiglia                                        | 1855 | 91 x 71 cm       | | Collezione privata                                         | 1855/05A                                      |
|         | Idylle, famille antique (riduzione)                             | 1855 | 60 x 48 cm       | | Hartford (Connecticut), Wadsworth Atheneum                 | 1855/05B                                      |
|         | Ritratto di Fernand Bartholoni                                  | 1855 | 56 x 46 cm       | | Collezione privata                                         | 1855/07                                       |
|         | Scena romana                                                    | 1855 | 110 x 81,5 cm    | | Collezione privata                                         | 1855/08                                       |
|         | Ritratto di mademoiselle Couder                                 | 1855 | 116 x 89 cm      | | La Rochelle, "musée des Beaux-Arts"                        | 1855/09                                       |
|         | La Danza                                                        | 1856 | 366 x 181 cm     | Dipinto nel 1856 per il soffitto di un boudoir del palazzo di Anatole Bartholoni, 55 rue de Verneuil a Parigi.                        | Parigi, museo d'Orsay                                      | 1856/01                                       |
|         | La Musica                                                       | 1856 | 116 x 172 cm     | Prodotto per il soffitto di un boudoir del palazzo di Jean-François Bartholoni, rue de la Rochefoucauld a Parigi.                     | Collezione privata                                         | 1856/02A                                      |
|         | L'Amour redemandant ses armes                                   | 1856 | 118 x 72 cm      | Prodotto per il soffitto di un boudoir del palazzo di Jean-François Bartholoni, rue de la Rochefoucault a Parigi.                     | Collezione privata                                         | 1856/02B                                      |
|         | L'Amore castigato                                               | 1856 |                  | Prodotto per il soffitto di un boudoir del palazzo di Jean-François Bartholoni, rue de la Rochefoucauld a Parigi.                     | Collezione privata                                         | 1856/02C                                      |
|         | Storia e Astronomia                                             | 1856 |                  | Prodotto per il soffitto di un boudoir del palazzo di Jean-François Bartholoni, rue de la Rochefoucauld a Parigi.                     | Ubicazione attuale sconosciuta                             | 1856/02D                                      |
|         | Danza e Musica                                                  | 1856 |                  | Peint en 1856 pour le plafond d'un boudoir de l'hôtel particulier de Jean-François Bartholoni, rue de la Rochefoucauld à Paris.       | Ubicazione attuale sconosciuta                             | 1856/02E                                      |
|         | Tragedia e Commedia                                             | 1856 |                  | Peint en 1856 pour le plafond d'un boudoir de l'hôtel particulier de Jean-François Bartholoni, rue de la Rochefoucauld a Parigi.      | Ubicazione attuale sconosciuta                             | 1856/02F                                      |
|         | Poesia ed Eloquenza                                             | 1856 |                  | Peint en 1856 pour le plafond d'un boudoir de l'hôtel particulier de Jean-François Bartholoni, rue de la Rochefoucauld a Parigi.      | Ubicazione attuale sconosciuta                             | 1856/02G                                      |
|         | Le quattro ore del giorno (prima replica)                       | 1856 | 250 x 250 cm     | Peint pour un plafond de la maison Monlun à Angoulins.                                                                                | Collezione privata                                         | 1856/03A                                      |
|         | Le quattro ore del giorno (seconda replica)                     | 1856 | 250 x 250 cm     | | Collezione privata                                         | 1856/03B                                      |
|         | Il ritorno di Tobia                                             | 1856 | 124 x 100 cm     | | Digione, musée des Beaux-Arts                              | 1856/04                                       |
|         | Napoleone III in visita agli alluvionati di Tarascona           | 1857 | 200 x 320 cm     | | Tarascona, mairie                                          | 1857/01                                       |
|         | Ritratto di Madame Monlun e di sua figlia Élisa                 | 1857 | 123 x 94 cm      | | Collezione privata                                         | 1857/03                                       |
|         | Ritratto di Mademoiselle Lucie Carnaud                          | 1857 | 53,5 x 45 cm     | | Collezione privata                                         | 1857/04                                       |
|         | Le Stagioni                                                     | 1857 | 344 x 389 cm     | Peint pour le plafond du Salon des Saisons à l'hôtel Pereire, 35 rue du Faubourg Saint-Honoré à Paris.                                | Ubicazione attuale sconosciuta                             | 1857/05                                       |
|         | Il trionfo di Venere                                            | 1857 | 134,5 x 112 cm   | Peint pour le salon du Jour et de la Nuit (ou Salon de la Journée) à l'hôtel Pereire.                                                 | Collezione privata                                         | 1857/06A                                      |
|         | Bambino su un grifone                                           | 1857 | 64 x 87,5 cm     | Peint pour le salon du Jour et de la Nuit à l'hôtel Pereire.                                                                          | Collezione privata                                         | 1857/06B                                      |
|         | Bambino su un mostro marino                                     | 1857 | 63,5 x 84 cm     | Peint pour le salon du Jour et de la Nuit à l'hôtel Pereire.                                                                          | Collezione privata                                         | 1857/06C                                      |
|         | L'Amore ferito                                                  | 1857 | 82 x 64 cm       | | Collezione privata                                         | 1857/07                                       |
|         | Flora                                                           | 1858 |                  | Peint pour le plafond du Salon des Saisons de l'hôtel Pereire, rue du Faubourg Saint-Honoré à Paris.                                  | Ubicazione attuale sconosciuta                             | 1858/01A                                      |
|         | Cérès                                                           | 1858 |                  | Peint pour le plafond du Salon des Saisons de l'hôtel Pereire, rue du Faubourg Saint-Honoré à Paris.                                  | Ubicazione attuale sconosciuta                             | 1858/01B                                      |
|         | Pomona                                                          | 1858 |                  | Peint pour le plafond du Salon des Saisons de l'hôtel Pereire, rue du Faubourg Saint-Honoré à Paris.                                  | Ubicazione attuale sconosciuta                             | 1858/01C                                      |
|         | Vesta                                                           | 1858 |                  | Peint pour le plafond du Salon des Saisons de l'hôtel Pereire, rue du Faubourg Saint-Honoré à Paris.                                  | Ubicazione attuale sconosciuta                             | 1858/01D                                      |
|         | Primavera                                                       | 1858 | 80 x 152,5 cm    | Peint pour le plafond du Salon des Saisons de l'hôtel Pereire, rue du Faubourg Saint-Honoré à Paris.                                  | Collezione privata                                         | 1858/02A                                      |
|         | Estate                                                          | 1858 |                  | Peint pour le plafond du Salon des Saisons de l'hôtel Pereire, rue du Faubourg Saint-Honoré à Paris.                                  | Ubicazione attuale sconosciuta                             | 1858/02B                                      |
|         | Autunno                                                         | 1858 | 63,5 x 116 cm    | Peint pour le plafond du Salon des Saisons de l'hôtel Pereire, rue du Faubourg Saint-Honoré à Paris.                                  | Ubicazione attuale sconosciuta                             | 1858/02C                                      |
|         | Inverno                                                         | 1858 |                  | Peint pour le plafond du Salon des Saisons de l'hôtel Pereire, rue du Faubourg Saint-Honoré à Paris.                                  | Ubicazione attuale sconosciuta                             | 1858/02D                                      |
|         | Il giorno e la notte                                            | 1858 |                  | Peint pour le plafond du Salon des Saisons de l'hôtel Pereire, rue du Faubourg Saint-Honoré à Paris.                                  | Ubicazione attuale sconosciuta                             | 1858/03                                       |
|         | Il sonno di Endymion                                            | 1858 |                  | Peint pour le plafond du Salon des Saisons de l'hôtel Pereire, rue du Faubourg Saint-Honoré à Paris.                                  | Ubicazione attuale sconosciuta                             | 1858/04                                       |
|         | Ritratto di Mademoiselle Jeanne Lanusse                         | 1858 | 59 x 48 cm       | | La Rochelle, musée des Beaux-Arts                          | 1858/05                                       |
|         | Ritratto di Monsieur Lanusse                                    | 1858 | 60 x 50 cm       | | La Rochelle, musée des Beaux-Arts                          | 1858/06                                       |
|         | Ritratto di Madame Lanusse                                      | 1858 |                  | | Ubicazione attuale sconosciuta                             | 1858/07                                       |
|         | Ritratto di Nelly Bouguereau                                    | 1858 | 46 x 38 cm       | | Collezione privata                                         | 1858/08                                       |
|         | Il giorno dei morti                                             | 1859 | 147 x 120 cm     | | Bordeaux, musée des Beaux-Arts                             | 1859/01                                       |
|         | Il giorno dei morti (riduzione)                                 | 1859 | 147 x 120 cm     | | Collezione privata                                         | 1859/01A                                      |
|         | La Carità                                                       | 1859 | 116,5 x 90 cm    | | Ann Arbor (Michigan), University of Michigan Museum of Art | 1859/02                                       |
|         | La Carita (riduzione)                                           | 1859 | 56 x 45,5 cm     | | Taipei, musée national du Palais                           | 1859/02A                                      |
|         | Ritratto di Madame Gabrielle Marcotte de Quivières              | 1859 | 100 x 73 cm      | | Ubicazione attuale sconosciuta                             | 1859/03                                       |
|         | Saint Louis rendant la Justice                                  | 1859 |                  | Peint pour la chapelle Saint-Louis de l'église Sainte-Clotilde à Paris.                                                               | Parigi, église Sainte-Clotilde                             | 1859/04A                                      |
|         | Saint Louis rapportant la couronne d'épines à Paris             | 1859 |                  | Peint pour la chapelle Saint-Louis de l'église Sainte-Clotilde à Paris.                                                               | Parigi, église Sainte-Clotilde                             | 1859/04B                                      |
|         | Saint Louis soignant les pestiférés                             | 1859 |                  | Peint pour la chapelle Saint-Louis de l'église Sainte-Clotilde à Paris.                                                               | Parigi, église Sainte-Clotilde                             | 1859/04C                                      |
|         | La dernière communion de saint Louis                            | 1859 |                  | Peint pour la chapelle Saint-Louis de l'église Sainte-Clotilde à Paris.                                                               | Parigi, église Sainte-Clotilde                             | 1859/04D                                      |
|         | Fede, Speranza, Carità, Prudenza, Giustizia, Temperanza         | 1859 |                  | Peint pour la chapelle Saint-Louis de l'église Sainte-Clotilde à Paris.                                                               | Parigi, église Sainte-Clotilde                             | 1859/05                                       |

### Anni 1860
| Dipinti | Titolo                                                                | Data | Dimensioni           | Note | Città e galleria                                                     | N° di Catalogo ragionato (Bartoli-Ross, 2010) |
| ------- | --------------------------------------------------------------------- | ---- | -------------------- | --- | -------------------------------------------------------------------- | --------------------------------------------- |
|         | Pastorale antica: Il ritorno dai campi                                | 1860 | 116 x 89 cm          | | Collezione privata                                                   | 1860/01                                       |
|         | Pastorale antica: Il ritorno dai campi (riduzione)                    | 1860 | 62 x 48 cm           | | Collezione privata                                                   | 1860/01A                                      |
|         | Pace                                                                  | 1860 | 84 x 106,5 cm        | | St. Louis (Missouri), Saint-Louis Art Museum                         | 1860/02                                       |
|         | La partenza di Tobia                                                  | 1860 | 153 x 119 cm         | | San Pietroburgo, museo dell'Ermitage                                 | 1860/03                                       |
|         | Donna di Tivoli                                                       | 1860 |                      | | Ubicazione attuale sconosciuta                                       | 1860/04                                       |
|         | Donna d'Alvito                                                        | 1860 |                      | | Ubicazione attuale sconosciuta                                       | 1860/05                                       |
|         | Fauno e baccante                                                      | 1860 | 53,5 x 64 cm         | | Collezione privata                                                   | 1860/07                                       |
|         | Pastorale antica: La partenza del pastore                             | 1861 | 116 x 89 cm          | | Collezione privata                                                   | 1861/01                                       |
|         | Pastorale antica: La partenza del pastore (riduzione)                 | 1861 | 62 x 48 cm           | | Collezione privata                                                   | 1861/01A                                      |
|         | La donna di Cervara e il suo bambino                                  | 1861 | 109 x 83 cm          | | Collezione privata                                                   | 1861/02                                       |
|         | Giovane madre contempla i due figli che si baciano                    | 1861 | 84 x 103 cm          | | Collezione privata                                                   | 1861/03                                       |
|         | Prima discordia                                                       | 1861 | 196 x 150,5 cm       | | Collezione privata                                                   | 1861/04                                       |
|         | Filomena e Progne                                                     | 1861 | 176 x 134 cm (ovale) | | Fontainebleau, musée national du château                             | 1861/05                                       |
|         | Filomena e Progne (riduzione)                                         | 1861 | 60 x 50 cm           | | Collezione privata                                                   | 1861/05A                                      |
|         | La Musa (Philomèle)                                                   | 1861 | 136 x 96,5 cm        | | Oklahoma City, Oklahoma Heritage Society                             | 1861/06                                       |
|         | Il rimorso di Oreste o Oreste inseguito dalle Furie                   | 1862 | 231,1 x 278,4 cm     | | Norfolk (Virginia) (Virginia), Chrysler Museum of Art                | 1862/01                                       |
|         | Bacchante lutinant une chèvre                                         | 1862 | 115 x 185 cm         | | Bordeaux, musée des Beaux-Arts                                       | 1862/02                                       |
|         | Bacchante lutinant une chèvre (replica)                               | 1862 | 114,5 x 192 cm       | Tableau peut-être peint par son élève Cot.                                                                 | Collezione privata                                                   | 1862/02A                                      |
|         | La Sacra Famiglia                                                     | 1863 | 138 x 109 cm         | | Collezione privata                                                   | 1863/01                                       |
|         | La Sacra Famiglia (riduzione)                                         | 1863 | 60 x 48,5 cm         | | Collezione privata                                                   | 1863/01A                                      |
|         | La Sacra Famiglia (un'altra versione)                                 | 1863 | 130 x 110 cm         | | Collezione privata                                                   | 1863/01B                                      |
|         | L'Età dell'Oro                                                        | 1863 | 81,5 x 100,5 cm      | | Messico, Fondazione Juan Antonio Pérez Simon                         | 1863/02                                       |
|         | Ritratto di un bambino di Monsieur Gustave Pereire, all'età di 5 anni | 1863 | 82 x 65,5 cm         | | Collezione privata                                                   | 1863/03                                       |
|         | Ritratto di un bambino di Monsieur Gustave Pereire, all'età di 2 anni | 1863 | 80 x 70 cm           | | Collezione privata                                                   | 1863/04                                       |
|         | Amore                                                                 | 1863 | 41,5 x 32,5 cm       | | Collezione privata                                                   | 1863/05                                       |
|         | L'Amour essayant ses flèches                                          | 1863 |                      | | Ubicazione attuale sconosciuta                                       | 1863/06                                       |
|         | L'Amour essayant ses flèches (modificato o riduzione)                 | 1863 | 65 x 54 cm           | | Collezione privata                                                   | 1863/06A                                      |
|         | Amour au tyrse                                                        | 1863 | 41,5 x 32,5 cm       | | Collezione privata                                                   | 1863/07                                       |
|         | Ritratto di Mademoiselle Pauline Brissac                              | 1863 | 91 x 71 cm           | | Collezione privata                                                   | 1863/08                                       |
|         | Il bacio                                                              | 1863 | 114 x 86,5 cm        | | Collezione privata                                                   | 1863/09                                       |
|         | Il bacio (riduzione)                                                  | 1863 | 61 x 51 cm           | | Collezione privata                                                   | 1863/09A                                      |
|         | Guerra                                                                | 1864 | 84 x 105 cm          | | Città del Messico, Fondazione Juan Antonio Pérez Simon               | 1864/01                                       |
|         | La sorella maggiore                                                   | 1864 | 117 x 100 cm         | | Collezione privata                                                   | 1864/02                                       |
|         | La sorella maggiore (prima riduzione)                                 | 1864 | 55 x 45,5 cm         | | New York, The Brooklyn Museum                                        | 1864/02A                                      |
|         | Il Sonno                                                              | 1864 | 156 x 119,5 cm       | | Collezione privata                                                   | 1864/03                                       |
|         | Il Sonno (riduzione)                                                  | 1864 | 61,5 x 51,5 cm       | | Collezione privata                                                   | 1864/03A                                      |
|         | Bagnante                                                              | 1864 | 166 x 103,5 cm       | | Gand, musée des Beaux-Arts                                           | 1864/04                                       |
|         | La liseuse                                                            | 1864 | 57 x 47 cm           | | Hartford (Connecticut), Wadsworth Atheneum                           | 1864/06                                       |
|         | Ritratto di Marie-Gabrielle Anne Marcotte de Quivières                | 1864 | 111,5 x 76 cm        | | Tokyo, Hachioji-city, Murauchi Museum                                | 1864/07                                       |
|         | Ritratto di Marie-Thérèse Bartholoni                                  | 1864 | 221 x 150 cm         | | Collezione privata                                                   | 1864/08                                       |
|         | Ritratto dell'architetto Jean-Louis Pascal                            | 1864 | 46 x 38 cm           | | Collezione privata                                                   | 1864/09                                       |
|         | Famiglia indigente                                                    | 1865 | 122 x 153 cm         | | Birmingham, City Museum and Art Gallery                              | 1865/01                                       |
|         | Famiglia indigente (riduzione)                                        | 1865 | 56 x 70 cm           | | Richmond (Indiana), Art Association of Richmond                      | 1865/01A                                      |
|         | L'alba                                                                | 1865 |                      | | Ubicazione attuale sconosciuta                                       | 1865/02                                       |
|         | L'alba (prima riduzione)                                              | 1865 | 55 x 46 cm           | | Collezione privata                                                   | 1865/02A                                      |
|         | L'alba (seconda riduzione)                                            | 1865 | 25,5 x 20cm          | | Collezione privata                                                   | 1865/02B                                      |
|         | Le arance                                                             | 1865 | 117 x 90 cm          | | Collezione privata                                                   | 1865/03                                       |
|         | Le arance (riduzione)                                                 | 1865 | 63,5 x 51 cm         | | Collezione privata                                                   | 1865/03A                                      |
|         | La zuppa                                                              | 1865 | 81,5 x 60 cm         | | Collezione privata                                                   | 1865/04                                       |
|         | La zuppa (replica)                                                    | 1865 | 73,5 x 57 cm         | | Collezione privata                                                   | 1865/04A                                      |
|         | Départ pour l'école                                                   | 1865 | 63,5 x 53 cm         | | Collezione privata                                                   | 1865/05                                       |
|         | Portrait de Madame Hoskier                                            | 1865 | 88,5 x 66,5 cm       | | Collezione privata                                                   | 1865/06                                       |
|         | La sorella maggiore                                                   | 1865 | 100 x 73,5 cm        | | Collezione privata                                                   | 1865/07                                       |
|         | La sorella maggiore (riduzione)                                       | 1865 | 55 x 41 cm           | | Saint-Johnsbury (Vermont), Athenaeum                                 | 1865/07A                                      |
|         | Il risveglio                                                          | 1865 | 100,5 x 81,5 cm      | | Collezione privata                                                   | 1865/09                                       |
|         | Il risveglio (riduzione)                                              | 1865 | 56 x 46 cm           | | Collezione privata                                                   | 1865/09A                                      |
|         | La joie dans la maison                                                | 1865 |                      | | Collezione privata                                                   | 1865/10                                       |
|         | La joie dans la maison (riduzione)                                    | 1865 |                      | | Collezione privata                                                   | 1865/10A                                      |
|         | La preghiera                                                          | 1865 | 65 x 53 cm           | | Collezione privata                                                   | 1865/11                                       |
|         | Ritratto di ragazza in viola                                          | 1865 | 63,5 x 50,5 cm       | | Collezione privata                                                   | 1865/12                                       |
|         | Invocazione alla Vergine                                              | 1866 | 134,5 x 96,5 cm      | | Collezione privata                                                   | 1866/02                                       |
|         | Invocazione alla Vergine (prima riduzione)                            | 1866 | 55 x 45,5 cm         | | Collezione privata                                                   | 1866/02A                                      |
|         | Invocazione alla Vergine (seconda riduzione)                          | 1866 | 27 x 18,5 cm         | | Collezione privata                                                   | 1866/02B                                      |
|         | Prime carezze                                                         | 1866 | 190 x 127,5 cm       | | Collezione privata                                                   | 1866/03                                       |
|         | Prime carezze (prima riduzione)                                       | 1866 | 100 x 67 cm          | | Collezione privata                                                   | 1866/03A                                      |
|         | Prime carezze (seconda riduzione)                                     | 1866 | 65,5 x 44 cm         | | Springfield (Utah), Springfield Museum                               | 1866/03B                                      |
|         | Lussuria                                                              | 1866 |                      | | Ubicazione attuale sconosciuta                                       | 1866/04                                       |
|         | Lussuria (prima riduzione)                                            | 1866 | 97 x 65 cm           | | Amsterdam, Willet-Holthuysen Museum                                  | 1866/04A                                      |
|         | Ritratto di Madame la viscontessa de Chabrol                          | 1866 | 130,5 x 98 cm        | | Collezione privata                                                   | 1866/05                                       |
|         | San Pietro e san Paolo                                                | 1866 | 320 cm               | Dipinto realizzato per ornare la cappella dei santi Pietro e Paolo della chiesa di Sant'Agostino a Parigi. | Parigi, chiesa di Sant'Agostino                                      | 1866/07A                                      |
|         | Saint Pierre baptisant                                                | 1866 | 320 cm               | Dipinto realizzato per ornare la cappella dei santi Pietro e Paolo della chiesa di Sant'Agostino a Parigi. | Parigi, chiesa di Sant'Agostino                                      | 1866/07B                                      |
|         | Saint Pierre évangélisant                                             | 1866 | 320 cm               | Dipinto realizzato per ornare la cappella dei santi Pietro e Paolo della chiesa di Sant'Agostino a Parigi. | Parigi, chiesa di Sant'Agostino                                      | 1866/07C                                      |
|         | Saint Jean-Baptiste prêchant dans le désert                           | 1866 | 320 cm               | Dipinto realizzato per ornare la cappella dei santi Pietro e Paolo della chiesa di Sant'Agostino a Parigi. | Parigi, chiesa di Sant'Agostino                                      | 1866/07D                                      |
|         | Saint Jean-Baptiste baptisant le Christ                               | 1866 | 320 cm               | Dipinto realizzato per ornare la cappella dei santi Pietro e Paolo della chiesa di Sant'Agostino a Parigi. | Parigi, chiesa di Sant'Agostino                                      | 1866/07E                                      |
|         | La tête de saint Jean-Baptiste présentée à Hérodiade                  | 1866 | 320 cm               | Dipinto realizzato per ornare la cappella dei santi Pietro e Paolo della chiesa di Sant'Agostino a Parigi. | Parigi, chiesa di Sant'Agostino                                      | 1866/07F                                      |
|         | Le livre d'heures                                                     | 1867 | 66 x 53,5 cm         | | Collezione privata                                                   | 1867/01                                       |
|         | Yvonette                                                              | 1867 | 131 x 85 cm          | | Collezione privata                                                   | 1867/02                                       |
|         | Yvonette (riduzione)                                                  | 1867 | 64 x 40,5 cm         | | Collezione privata                                                   | 1867/02A                                      |
|         | L'oiseau chéri                                                        | 1867 | 87,5 x 69 cm         | | Yamagata, Yamadera Goto Museum                                       | 1867/03                                       |
|         | L'oiseau chéri (riduzione)                                            | 1867 | 34 x 27 cm           | | Ubicazione attuale conosciuta                                        | 1867/03A                                      |
|         | Les bulles de savon                                                   | 1867 |                      | | Ubicazione attuale sconosciuta                                       | 1867/04                                       |
|         | Les bulles de savon (riduzione)                                       | 1867 | 26,5 x 21 cm         | | Collezione privata                                                   | 1867/04A                                      |
|         | Bohémienne au tambour de basque                                       | 1867 | 100 x 63,5 cm        | | Collezione privata                                                   | 1867/05                                       |
|         | Bohémienne au tambour de basque (réplique)                            | 1867 | 100 x 64 cm          | | Collezione privata                                                   | 1867/05A                                      |
|         | Le vœu                                                                | 1867 | 147.2 x 107 cm       | | Filadelfia, Museum of Art                                            | 1867/06                                       |
|         | Loin du pays                                                          | 1867 | 160 x 106 cm         | | Ponce, Museo de Arte                                                 | 1867/07                                       |
|         | Loin du pays                                                          | 1867 | 92 x 62 cm           | | Collezione privata                                                   | 1867/07A                                      |
|         | Tête de petite fille                                                  | 1867 |                      | | Ubicazione attuale sconosciuta                                       | 1867/08                                       |
|         | Sola al mondo                                                         | 1867 | 100 x 67 cm          | | Collezione privata                                                   | 1867/09                                       |
|         | L'Art et la Littérature                                               | 1867 | 200 x 108 cm         | | Elmira, The Arnot Art Museum                                         | 1867/10                                       |
|         | Paysage de Concarneau                                                 | 1867 | 54 x 84,5 cm         | | Collezione privata                                                   | non catalogué                                 |
|         | Jeune écolière                                                        | 1868 | 46 x 38 cm           | | Collezione privata                                                   | 1868/01                                       |
|         | Distraction                                                           | 1868 |                      | | Collezione privata                                                   | 1868/02                                       |
|         | Enfants endormis                                                      | 1868 | 66,5 x 100 cm        | | Collezione privata                                                   | 1868/03                                       |
|         | Enfants endormis (prima riduzione)                                    | 1868 | 30 x 56 cm           | | Collezione privata                                                   | 1868/03A                                      |
|         | Enfants endormis (seconda riduzione)                                  | 1868 |                      | | Ubicazione attuale sconosciuta                                       | 1868/03B                                      |
|         | Enfants endormis (autre version)                                      | 1868 | 65 x 100 cm          | | Collezione privata                                                   | 1868/03C                                      |
|         | Pastorale                                                             | 1868 | 114 x 163 cm         | | Collezione privata                                                   | 1868/04                                       |
|         | Pastorale (riduzione)                                                 | 1868 | 55 x 77,5 cm         | | Collezione privata                                                   | 1868/04A                                      |
|         | Pépita (tête d'espagnole)                                             | 1868 | 66 x 56 cm           | | Ubicazione attuale sconosciuta                                       | 1868/05                                       |
|         | Pépita (tête d'espagnole) (réplique)                                  | 1868 | 66 x 56 cm           | | Collezione privata                                                   | 1868/05A                                      |
|         | Jeune bergère                                                         | 1868 | 106 x 72 cm          | | Ocala, Florida University, Appleton Museum of Art                    | 1868/06                                       |
|         | Giovane pastorella (riduzione)                                        | 1868 | 55 x 46,5 cm         | | Collezione privata                                                   | 1868/06A                                      |
|         | La mietitrice                                                         | 1868 | 106,5 x 85 cm        | | Collezione privata                                                   | 1868/07                                       |
|         | La grappe de raisin                                                   | 1868 | 146 x 114 cm         | | Collezione privata                                                   | 1868/08                                       |
|         | La grappe de raisin                                                   | 1868 | 58,5 x 45,5 cm       | | Collezione privata                                                   | 1868/08A                                      |
|         | Pêcheuse de crevettes                                                 | 1868 | 72,5 x 54,5 cm       | | Collezione privata                                                   | 1868/09                                       |
|         | Petite fille bretonne mangeant sa soupe                               | 1868 | 53 x 44,5 cm         | | Ubicazione attuale sconosciuta                                       | 1868/10                                       |
|         | Petite fille aux yeux bleus                                           | 1868 | 42 x 33,5 cm         | | Notre Dame (Indiana), Notre Dame University, The Snite Museum of Art | 1868/11                                       |
|         | Jeannie                                                               | 1868 | 102 x 72,5 cm        | | Collezione privata                                                   | 1868/12                                       |
|         | La fleur d'aubépine                                                   | 1868 | 55 x 45,5 cm         | | Lussemburgo, museo Pescatore                                         | 1868/13                                       |
|         | Le collier de perles                                                  | 1868 | 64 x 54 cm           | | Ponce, Museo de Arte                                                 | 1868/14                                       |
|         | La leçon de flûte                                                     | 1868 | 113 x 86,5 cm        | | Collezione privata                                                   | 1868/15                                       |
|         | Entre la Richesse et l'Amour                                          | 1869 | 106,5 x 89 cm        | | Collezione privata                                                   | 1869/01                                       |
|         | L'ange gardien                                                        | 1869 | 99 x 78,5 cm         | | New York, The New York Historical Society                            | 1869/02                                       |
|         | L'ange gardien                                                        | 1869 | 51 x 40,5 cm         | | Collezione privata                                                   | 1869/02A                                      |
|         | La Toilette rustique                                                  | 1869 | 131 x 90 cm          | | Collezione privata                                                   | 1869/03                                       |
|         | Mignon                                                                | 1869 | 100,5 x 81 cm        | | Collezione privata                                                   | 1869/04                                       |
|         | Tête d'enfant, étude                                                  | 1869 | 35,5 x 28 cm         | | Collezione privata                                                   | 1869/05                                       |
|         | Le retour du marché                                                   | 1869 | 61 x 51 cm           | | Collezione privata                                                   | 1869/06                                       |
|         | Jeune ouvrière                                                        | 1869 | 129 x 96,5 cm        | | Collezione privata                                                   | 1869/07                                       |
|         | Admiration maternelle                                                 | 1869 | 116,5 x 91 cm        | | Collezione privata                                                   | 1869/08                                       |
|         | Admiration maternelle (riduzione)                                     | 1869 | 56 x 39 cm           | | Collezione privata                                                   | 1869/08A                                      |
|         | Tricoteuse                                                            | 1869 | 145 x 99 cm          | | Omaha (Nebraska), The Joslyn Art Museum                              | 1869/09                                       |
|         | Contadina                                                             | 1869 | 101,5 x 81 cm        | | Pittsburgh, Carnegie Museum of Art                                   | 1869/10                                       |
|         | Portraits des enfants de madame Johnson                               | 1869 | 101,5 x 81 cm        | | Collezione privata                                                   | 1869/11                                       |
|         | Il granchio                                                           | 1869 | 81 x 65,5 cm         | | Collezione privata                                                   | 1869/12                                       |
|         | La sorella maggiore                                                   | 1869 | 130 x 97 cm          | | Houston, The Museum of Fine Arts                                     | 1869/13                                       |
|         | Le Passage du Gué                                                     | 1869 | 160 x 104 cm         | | Collezione privata                                                   | 1869/14                                       |
|         | Lavandières de Fouesnant                                              | 1869 | 75 x 61 cm           | | Rochester, University of Rochester, Memorial Art Gallery             | 1869/15                                       |
|         | Jeunes filles de Fouesnant revenant du marché                         | 1869 | 112 x 96,5 cm        | | Collezione privata                                                   | 1869/16                                       |
|         | Italienne au tambourin                                                | 1869 | 63,5 x 53 cm         | | Collezione privata                                                   | 1869/17                                       |
|         | Italienne à la fontaine                                               | 1869 | 101 x 80,9 cm        | | Kansas City, The Nelson-Atkins Museum of Art                         | 1869/18                                       |
|         | Le vœu à Sainte-Anne-d'Auvray                                         | 1869 | 146 x 112 cm         | | Ubicazione attuale sconosciuta                                       | 1869/19                                       |
|         | Le vœu à Sainte-Anne-d'Auvray (seconda versione)                      | 1869 | 147 x 89,5 cm        | | Collezione privata                                                   | 1869/19A                                      |
|         | Le vœu à Sainte-Anne-d'Auvray (riduzione de la seconda versione)      | 1869 | 63,5 x 53 cm         | | Ubicazione attuale sconosciuta                                       | 1869/19B                                      |
|         | Portrait de Madame Hoskier                                            | 1869 | 128,5 x 89 cm        | | Collezione privata                                                   | 1869/20                                       |
|         | Portrait de Mademoiselle Hoskier                                      | 1869 |                      | | Collezione privata                                                   | 1869/21                                       |
|         | Admiration maternelle                                                 | 1869 |                      | | Ubicazione attuale sconosciuta                                       | 1869/22                                       |
|         | Admiration maternelle : le bain                                       | 1869 | 130 x 99,5 cm        | | Collezione privata                                                   | 1869/23                                       |
|         | Apollon et les Muses dans l'Olympe                                    | 1869 |                      | Décor du plafond de la grande salle du théâtre de Bordeaux.                                                | Bordeaux                                                             | 1869/24                                       |
|         | La Musique guerrière                                                  | 1869 |                      | Décor en grisaille pour le plafond de la grande salle du théâtre de Bordeaux.                              | Bordeaux                                                             | 1869/25A                                      |
|         | La Musique pastorale                                                  | 1869 |                      | Décor en grisaille pour le plafond de la grande salle du théâtre de Bordeaux.                              | Bordeaux                                                             | 1869/25B                                      |
|         | La Musique de danse                                                   | 1869 |                      | Décor en grisaille pour le plafond de la grande salle du théâtre de Bordeaux.                              | Bordeaux                                                             | 1869/25C                                      |
|         | La Musique religieuse                                                 | 1869 |                      | Décor en grisaille pour le plafond de la grande salle du théâtre de Bordeaux.                              | Bordeaux                                                             | 1869/25D                                      |

### Anni 1870
| Tableau | Titre                                                                     | Date               | Dimensions         | Notes                                                                                            | Lieu de conservation                                         | N° de Catalogue raisonné (Bartoli-Ross, 2010) |
| ------- | ------------------------------------------------------------------------- | ------------------ | ------------------ | ------------------------------------------------------------------------------------------------ | ------------------------------------------------------------ | --------------------------------------------- |
|         | Bagnante                                                                  | 1870               | 190,5 x 95 cm      |                                                                                                  | Figueras, museo Salvador Dalí                                | 1870/01                                       |
|         | Jeune fille orientale                                                     | 1870               | 100,5 x 69 cm      |                                                                                                  | Collezione privata                                           | 1870/02                                       |
|         | Le bouquet de violettes                                                   | 1870               | 65 x 55 cm         |                                                                                                  | Collezione privata                                           | 1870/03                                       |
|         | Petite italienne portant de l'herbe                                       | 1870               |                    |                                                                                                  | Ubicazione attuale sconosciuta                               | 1870/04                                       |
|         | Italienne à la fontaine                                                   | 1870               | 91,5 x 73,5 cm     |                                                                                                  | Collezione privata                                           | 1870/05                                       |
|         | La femme au gant                                                          | 1870               | 61 x 51 cm         |                                                                                                  | Collezione privata                                           | 1870/06                                       |
|         | Faneuse                                                                   | 1870               |                    |                                                                                                  | Ubicazione attuale sconosciuta                               | 1870/07                                       |
|         | Pifferaro                                                                 | 1870               | 100 x 78 cm        |                                                                                                  | Collezione privata                                           | 1870/08                                       |
|         | L'italien à la mandoline                                                  | 1870               | 100 x 83 cm        |                                                                                                  | Collezione privata                                           | 1870/09                                       |
|         | Bergère du Bordelais                                                      | 1871               | 61 x 50 cm         |                                                                                                  | Collezione privata                                           | 1871/02                                       |
|         | Tricoteuse bretonne                                                       | 1871               |                    |                                                                                                  | Collezione privata                                           | 1871/03                                       |
|         | Petite boudeuse (une figure en pied)                                      | 1871               | 104,5 x 78,5 cm    |                                                                                                  | Collezione privata                                           | 1871/04                                       |
|         | Les deux sœurs                                                            | 1871               | 91,5 x 70 cm       |                                                                                                  | Collezione privata                                           | 1871/05                                       |
|         | Le livre d'images (tête avec mains)                                       | 1871               | 46 x 38 cm         |                                                                                                  | Collezione privata                                           | 1871/06                                       |
|         | Ève                                                                       | 1871               |                    |                                                                                                  | Ubicazione attuale sconosciuta                               | 1871/07                                       |
|         | Méditation                                                                | 1871               |                    |                                                                                                  | Ubicazione attuale sconosciuta                               | 1871/08                                       |
|         | Les cerises                                                               | 1871               | 131 x 89 cm        |                                                                                                  | Baltimora, The Walters Art Museum                            | 1871/09                                       |
|         | Frère et sœur bretons                                                     | 1871               | 129,2 x 89,2 cm    |                                                                                                  | New York, The Metropolitan Museum of Art                     | 1871/10                                       |
|         | Le bruit de la mer                                                        | 1871               | 78 x 53 cm         |                                                                                                  | Collezione privata                                           | 1871/11                                       |
|         | Jeune mère contemplant son enfant                                         | 1871               | 76 x 95 cm         |                                                                                                  | Collezione privata                                           | 1871/12                                       |
|         | Jeune italienne puisant de l'eau                                          | 1871               | 119,5 x 79 cm      |                                                                                                  | Collezione privata                                           | 1871/13                                       |
|         | La treille                                                                | 1871               | 112 x 75 cm        |                                                                                                  | Collezione privata                                           | 1871/14                                       |
|         | Le coquillage                                                             | 1871               | 131 x 89,5 cm      |                                                                                                  | Collezione privata                                           | 1871/17                                       |
|         | Le coquillage, deux figures (riduzione)                                   | 1871               | 61 x 42 cm         |                                                                                                  | Amsterdam, Stedelijk Museum                                  | 1871/17A                                      |
|         | Le lever                                                                  | 1871               | 142 x 103 cm       |                                                                                                  | New York, The Metropolitan Museum of Art                     | 1871/18                                       |
|         | Portrait de Madame Lanusse-Meyer                                          | 1872               | 62 x 51 cm         |                                                                                                  | La Rochelle, musée des Beaux-Arts                            | 1872/01                                       |
|         | Tête d'enfant ou Violettes                                                | 1872               | 51,5 x 39 cm       |                                                                                                  | Filadelfia, Drexel University, Drexel Museum and Collections | 1872/02                                       |
|         | Pendant la moisson                                                        | 1872               | 112 x 145 cm       |                                                                                                  | Collezione privata                                           | 1872/03                                       |
|         | Faucheuse                                                                 | 1872               | 179 x 116 cm       |                                                                                                  | Città del Messico, Fondazione Juan Antonio Pérez Simon       | 1872/04                                       |
|         | Pêcheuse                                                                  | 1872               | 144 x 87,5 cm      |                                                                                                  | Tokyo, Fuji Art Museum                                       | 1872/05                                       |
|         | Frileuse                                                                  | 1872               | 66 x 56 cm         |                                                                                                  | Collezione privata                                           | 1872/07                                       |
|         | Pendant l'orage                                                           | 1872               | 101,5 x 68,5 cm    |                                                                                                  | Collezione privata                                           | 1872/08                                       |
|         | Italienne à la cruche                                                     | 1872               | 89 x 81 cm         |                                                                                                  | New York, The New York Society Library                       | 1872/09                                       |
|         | La jeune fille au tambourin                                               | 1872               | 63,5 x 53 cm       |                                                                                                  | Ubicazione attuale sconosciuta                               | 1872/10                                       |
|         | L'Italienne au tambourg de basque                                         | 1872               | 141,5 x 106,5 cm   |                                                                                                  | Collezione privata                                           | 1872/11                                       |
|         | Tête d'Italienne avec une couronne de laurier                             | 1872               |                    |                                                                                                  | Ubicazione attuale sconosciuta                               | 1872/12                                       |
|         | La bouillie                                                               | 1872               | 81 x 50 cm         |                                                                                                  | Collezione privata                                           | 1872/14                                       |
|         | La petite écolière                                                        | 1872               | 81,5 x 46,5 cm     |                                                                                                  | Ubicazione attuale sconosciuta                               | 1872/15                                       |
|         | Sur le rocher                                                             | 1872               | 114 x 82,5 cm      |                                                                                                  | Collezione privata                                           | 1872/16                                       |
|         | Petites maraudeuses                                                       | 1872               | 200,5 x 109 cm     |                                                                                                  | Collezione privata                                           | 1872/17                                       |
|         | Séduction                                                                 | 1872               | 163,5 x 111,8 cm   |                                                                                                  | New York, The Metropolitan Museum of Art                     | 1872/18                                       |
|         | Ninfe e satiro                                                            | 1873               | 220 x 180 cm       |                                                                                                  | Williamstown, The Sterling and Francine Clark Institute      | 1873/01                                       |
|         | Fileuse                                                                   | 1873               | 100 x 91,5 cm      |                                                                                                  | Collezione privata                                           | 1873/03                                       |
|         | Petite fille Louis XIII                                                   | 1873               |                    |                                                                                                  | Ubicazione attuale sconosciuta                               | 1873/04                                       |
|         | Innocence                                                                 | 1873               | 66,5 x 56 cm       |                                                                                                  | Collezione privata                                           | 1873/05                                       |
|         | L'agneau nouveau-né                                                       | 1873               | 165 x 87,5 cm      |                                                                                                  | Pittsfield, Berkshire Museum                                 | 1873/06                                       |
|         | La toilette de Vénus                                                      | 1873               | 130 x 97 cm        |                                                                                                  | Buenos Aires, Museo Nacional de Bellas Artes                 | 1873/07                                       |
|         | La leçon de flûte                                                         | 1873               |                    |                                                                                                  | Collezione privata                                           | 1873/08                                       |
|         | L'italienne à l'éventail                                                  | 1873               | 66 x 56 cm         |                                                                                                  | Collezione privata                                           | 1873/09                                       |
|         | Tarentelle                                                                | 1873               | 100 x 83 cm        |                                                                                                  | Collezione privata                                           | 1873/10                                       |
|         | Le voile                                                                  | 1873               |                    |                                                                                                  | Ubicazione attuale sconosciuta                               | 1873/11                                       |
|         | Berceuse (le coucher)                                                     | 1873               | 112 x 86,5 cm      |                                                                                                  | Collezione privata                                           | 1873/12                                       |
|         | Tricoteuse                                                                | 1873               | 66,5 x 44 cm       |                                                                                                  | Ubicazione attuale sconosciuta                               | 1873/13                                       |
|         | Portrait de Cortlandt Field Bishop jeune                                  | 1873               | 112 x 65 cm        |                                                                                                  | New York, The New York Historical Society                    | 1873/14                                       |
|         | La fille du pêcheur                                                       | 1873               | 80,5 x 61 cm       |                                                                                                  | Collezione privata                                           | 1873/15                                       |
|         | Italienne portant des grappes de raisin                                   | 1874               | 130 x 95 cm        |                                                                                                  | Ubicazione attuale sconosciuta                               | 1874/01                                       |
|         | Un ange                                                                   | 1874               | 32,5 x 25,5 cm     |                                                                                                  | Collezione privata                                           | 1874/02                                       |
|         | Italiennes à la fontaine                                                  | 1874               |                    |                                                                                                  | Ubicazione attuale sconosciuta                               | 1874/03                                       |
|         | La Charité                                                                | 1874               |                    |                                                                                                  | Ubicazione attuale sconosciuta                               | 1874/04                                       |
|         | Omero e la sua guida                                                      | 1874               | 208,9 x 142,9 cm   |                                                                                                  | Milwaukee, Art Museum                                        | 1874/05                                       |
|         | Enfant italien tenant une croûte de pain                                  | 1874               | 54,5 x 45,5 cm     |                                                                                                  | Collezione privata                                           | 1874/06                                       |
|         | Pifferaro                                                                 | 1874               | 127 x 101,5 cm     |                                                                                                  | Collezione privata                                           | 1874/07                                       |
|         | Rosière                                                                   | 1874               |                    |                                                                                                  | Ubicazione attuale sconosciuta                               | 1874/08                                       |
|         | Portrait de mademoiselle Head, jeune                                      | 1874               | 129 x 75,5 cm      |                                                                                                  | Collezione privata                                           | 1874/09                                       |
|         | Portrait de mademoiselle Head                                             | 1874               | 66,5 x 54,5 cm     |                                                                                                  | Collezione privata                                           | 1874/10                                       |
|         | Tricoteuse                                                                | 1874               |                    |                                                                                                  | Tokyo, Museo nazionale d'arte occidentale                    | 1874/11                                       |
|         | Enfant à la tasse de lait                                                 | 1874               | 98 x 62 cm         |                                                                                                  | Cincinnati, Art Museum                                       | 1874/12                                       |
|         | Enfant à la tasse de lait (riduzione)                                     | 1874               | 41 x 33 cm         |                                                                                                  | Collezione privata                                           | 1874/12A                                      |
|         | La petite Esméralda                                                       | 1874               | 89 x 54,5 cm       |                                                                                                  | Collezione privata                                           | 1874/13                                       |
|         | Enfant tressant une couronne                                              | 1874               | 86 x 56 cm         |                                                                                                  | Collezione privata                                           | 1874/14                                       |
|         | La petite tricoteuse                                                      | 1874               | 69 x 47,5 cm       |                                                                                                  | Collezione privata                                           | 1874/15                                       |
|         | Jeune fille couronnée de pampres                                          | 1874               | 42 x 36 cm         |                                                                                                  | Ubicazione attuale sconosciuta                               | 1874/16                                       |
|         | Vendangeuse                                                               | 1874               | 140 x 63 cm        |                                                                                                  | Copenhague, Ny Carlsberg Glyptotek                           | 1874/17                                       |
|         | L'orage                                                                   | 1874               | 158 x 88 cm        |                                                                                                  | Collezione privata                                           | 1874/18                                       |
|         | L'orage (riduzione)                                                       | 1874               | 90,5 x 50,5 cm     |                                                                                                  | Collezione privata                                           | 1874/18A                                      |
|         | Dopo il bagno                                                             | 1875               | 181 x 90,5 cm      |                                                                                                  | Figueras, museo Salvador Dalí                                | 1875/01                                       |
|         | Flora e Zefiro                                                            | 1875               | 184 cm de diamètre |                                                                                                  | Mulhouse, musée des Beaux-Arts                               | 1875/02                                       |
|         | La Vierge, l'enfant Jésus et saint Jean-Baptiste                          | 1875               | 200,5 x 122 cm     |                                                                                                  | Collezione privata                                           | 1875/03                                       |
|         | Berceuse (Italienne filant)                                               | 1875               | 89,5 x 64 cm       |                                                                                                  | Collezione privata                                           | 1875/04                                       |
|         | L'enfant aux pommes vertes (buste)                                        | 1875               |                    |                                                                                                  | Ubicazione attuale sconosciuta                               | 1875/05                                       |
|         | Enfant tenant de la luzerne                                               | 1875               | 46 x 38,5 cm       |                                                                                                  | Collezione privata                                           | 1875/06                                       |
|         | La petite Ophélie                                                         | 1875               | 55 x 46 cm         |                                                                                                  | Collezione privata                                           | 1875/07                                       |
|         | Rêverie                                                                   | 1875               | 55,5 x 46,5 cm     |                                                                                                  | Collezione privata                                           | 1875/08                                       |
|         | Portrait d'Aristide Boucicaut                                             | 1875               | 146 x 84 cm        |                                                                                                  | Parigi, Le Bon Marché                                        | 1875/09                                       |
|         | Portrait de Marguerite Guérin, Madame Boucicaut                           | 1875               | 146 x 84 cm        |                                                                                                  | Parigi, Le Bon Marché                                        | 1875/10                                       |
|         | Bergère dans les montagnes                                                | 1875               |                    |                                                                                                  | Ubicazione attuale sconosciuta                               | 1875/11                                       |
|         | Glaneuse                                                                  | 1875               |                    |                                                                                                  | Ubicazione attuale sconosciuta                               | 1875/13                                       |
|         | Vendangeuse                                                               | 1875               | 96 x 61 cm         |                                                                                                  | Collezione privata                                           | 1875/14                                       |
|         | L'Orientale à la grenade                                                  | 1875               | 58,5 x 46 cm       | Déposé au Portland Art Museum en 2008.                                                           | Collezione privata                                           | 1875/15                                       |
|         | Marchande de grenades                                                     | 1875               | 135 x 87 cm        |                                                                                                  | Collezione privata                                           | 1875/16                                       |
|         | Sulla sponda del ruscello                                                 | 1875               | 137 x 86 cm        |                                                                                                  | Collezione privata                                           | 1875/17                                       |
|         | La petite tricoteuse                                                      | 1875               | 114 x 81 cm        |                                                                                                  | Collezione privata                                           | 1875/18                                       |
|         | L'Assomption de la Vierge                                                 | 1875               | 1200 x 1200 cm     | Décor de la coupole de la chapelle de la Vierge à la cathédrale de La Rochelle.                  | La Rochelle, Cattedrale                                      | 1875/19                                       |
|         | Pietà                                                                     | 1876               | 203 x 148 cm       | Déposé au Dallas Museum of Art                                                                   | Collezione privata                                           | 1876/01                                       |
|         | Pietà (riduzione)                                                         | 1876               | 100 x 65 cm        |                                                                                                  | Ubicazione attuale sconosciuta                               | 1876/01A                                      |
|         | Le Secret                                                                 | 1876               | 130 x 85 cm        |                                                                                                  | New York, The New York Historical Society                    | 1876/02                                       |
|         | Jeune fille fellah, en pied                                               | 1876               | 163 x 88 cm        |                                                                                                  | Collezione privata                                           | 1876/03                                       |
|         | Jeune fille fellah, demi-figure                                           | 1876               | 89 x 56 cm         |                                                                                                  | Ubicazione attuale sconosciuta                               | 1876/04                                       |
|         | Fleurs des champs                                                         | 1876               |                    |                                                                                                  | Ubicazione attuale sconosciuta                               | 1876/05                                       |
|         | La Loyauté                                                                | 1876               | 204 x 92 cm        | Commande d'Aristide Boucicaut pour le Bon Marché.                                                | Collezione privata                                           | 1876/06                                       |
|         | La Nativité de Jésus Christ                                               | 1876               | 400 x 300 cm       | Décor de l'archivolte de la coupole de la chapelle de la Vierge, à la cathédrale de La Rochelle. | La Rochelle, Cattedrale                                      | 1876/08                                       |
|         | La Jeunesse et l'Amour                                                    | 1877               | 192,5 x 88 cm      |                                                                                                  | Parigi, museo d'Orsay                                        | 1877/01                                       |
|         | La Jeunesse et l'Amour (riduzione)                                        | 1877               | 115,5 x 51 cm      |                                                                                                  | Ocala, Florida University, Appleton Museum of Art            | 1877/01A                                      |
|         | La Vergine della consolazione                                             | 1877               | 204 x 148 cm       |                                                                                                  | Strasburgo, musée des Beaux-Arts                             | 1877/02                                       |
|         | Jeune fille et enfant                                                     | 1877               | 61 x 48 cm         |                                                                                                  | Collezione privata                                           | 1877/03                                       |
|         | Les deux sœurs                                                            | 1877               | 136 x 78 cm        |                                                                                                  | Collezione privata                                           | 1877/04                                       |
|         | La grande sœur                                                            | 1877               | 146 x 89 cm        |                                                                                                  | Collezione privata                                           | 1877/05                                       |
|         | La grande sœur (riduzione)                                                | 1877               | 66 x 40,5 cm       |                                                                                                  | Collezione privata                                           | 1877/05A                                      |
|         | La dévideuse                                                              | 1877               | 161,5 x 98 cm      |                                                                                                  | Collezione privata                                           | 1877/06                                       |
|         | Portrait de Monseigneur Léon-Benoît-Charles Thomas, évêque de La Rochelle | 1877               | 221 x 124 cm       | Tableau présenté à l'Exposition Universelle de 1878.                                             | Parigi, museo d'Orsay                                        | 1877/07                                       |
|         | La Visitation                                                             | 1877               | 300 x 400 cm       | Décor de l'archivolte de la coupole de la chapelle de la Vierge, à la cathédrale de La Rochelle  | La Rochelle, Cattedrale                                      | 1877/08                                       |
|         | Portrait posthume de Georges Bouguereau                                   | 1877               | 80,5 x 63,5 cm     |                                                                                                  | Collezione privata                                           | 1877/09                                       |
|         | Portrait posthume de Madame Nelly Bouguereau                              | 1877               | 78 x 63 cm         |                                                                                                  | Collezione privata                                           | 1877/10                                       |
|         | Il libro delle favole                                                     | 1877               | 59 x 48,3 cm       |                                                                                                  | Los Angeles, County Museum of Art                            | 1877/11                                       |
|         | Portrait de Madame Deseiligny                                             | 1877               | 137 x 101 cm       |                                                                                                  | La Rochelle, musée des Beaux-Arts                            | 1877/12                                       |
|         | Petite boudeuse                                                           | 1878               | 63,5 x 46 cm       |                                                                                                  | Ubicazione attuale sconosciuta                               | 1878/01                                       |
|         | La prière                                                                 | 1878               | 45,5 x 38 cm       |                                                                                                  | Tokyo, Museo nazionale d'arte occidentale                    | 1878/02                                       |
|         | La fuite en Egypte                                                        | 1878               | 300 x 400 cm       | Décor de l'archivolte de la coupole de la chapelle de la Vierge, à la cathédrale de La Rochelle. | La Rochelle, Cattedrale                                      | 1878/03                                       |
|         | La Carità                                                                 | 1878               | 196 x 117 cm       |                                                                                                  | Collezione privata                                           | 1878/04                                       |
|         | Un'anima in cielo                                                         | 1878               | 180 x 275 cm       |                                                                                                  | Périgueux, musée du Périgord                                 | 1878/05                                       |
|         | Il ninfeo                                                                 | 1878               | 143,5 x 208,5 cm   |                                                                                                  | Stockton, The Pioneer & Haggin Galleries                     | 1878/06                                       |
|         | Joueur de flûte                                                           | 1878               |                    |                                                                                                  | Ubicazione attuale sconosciuta                               | 1878/07                                       |
|         | Fleurs de printemps                                                       | 1878               | 119 x 57,5 cm      |                                                                                                  | Ubicazione attuale sconosciuta                               | 1878/08                                       |
|         | Enfant tenant des fleurs (mi-corps)                                       | 1878               | 89 x 58 cm         |                                                                                                  | Collezione privata                                           | 1878/09                                       |
|         | Jeune fille et enfant (mi-corps)                                          | 1878               | 114 x 80 cm        |                                                                                                  | Ubicazione attuale sconosciuta                               | 1878/10                                       |
|         | Les joies d'une mère                                                      | 1878               | 136 x 100,5 cm     |                                                                                                  | Collezione privata                                           | 1878/11                                       |
|         | Augustine, jeune fille tenant des fleurs sur sa poitrine                  | 1878               | 60 x 48 cm         |                                                                                                  | Collezione privata                                           | 1878/12                                       |
|         | Baigneuses                                                                | 1878               | 99 x 68,5 cm       |                                                                                                  | Ubicazione attuale sconosciuta                               | 1878/13                                       |
|         | Le retour des vendanges ou Promenade à dos d'âne                          | 1878               | 241 x 170 cm       |                                                                                                  | Jacksonville, The Cummer Gallery of Art                      | 1878/15                                       |
|         | Le petit câlin                                                            | 1878               | 114 x 81 cm        |                                                                                                  | Collezione privata                                           | 1878/16                                       |
|         | Jeune fille portant un enfant                                             | 1878 (daté : 1879) | 132 x 85 cm        |                                                                                                  | Collezione privata                                           | 1878/17                                       |
|         | Jeunes bohémiennes                                                        | 1879               | 166 x 99 cm        |                                                                                                  | Collezione privata                                           | 1879/01                                       |
|         | Nascita di Venere                                                         | 1879               | 300 x 215 cm       |                                                                                                  | Parigi, museo d'Orsay                                        | 1879/02                                       |
|         | L'Annunciazione                                                           | 1879               | 300 x 400 cm       | Décor de l'archivolte de la coupole de la chapelle de la Vierge, à la cathédrale de La Rochelle. | La Rochelle, Cattedrale                                      | 1879/03                                       |
|         | Tête d'enfant                                                             | 1879               | 37,5 x 29,5 cm     |                                                                                                  | Collezione privata                                           | 1879/04                                       |
|         | La tasse de lait                                                          | 1879               |                    |                                                                                                  | Collezione privata                                           | 1879/05                                       |
|         | Au bord du ruisseau                                                       | 1879               | 120,5 x 91,5 cm    |                                                                                                  | Collezione privata                                           | 1879/06                                       |
|         | Les enfants à l'agneau, en pied                                           | 1879               | 129 x 96,5 cm      |                                                                                                  | Ubicazione attuale sconosciuta                               | 1879/07                                       |
|         | Les enfants à l'agneau, demi-figures                                      | 1879               | 61 x 46,5 cm       |                                                                                                  | Collezione privata                                           | 1879/08                                       |
|         | Tricoteuse                                                                | 1879               | 100,5 x 60,5 cm    |                                                                                                  | Ocala, Florida University, Appleton Museum of Art            | 1879/09                                       |
|         | Fortunata (Tête d'Italienne)                                              | 1879               | 45,5 x 38 cm       | Déposé à Lexington, University of Kentucky.                                                      | Collezione privata                                           | 1879/10                                       |
|         | Il riposo                                                                 | 1879               | 164,5 x 107 cm     |                                                                                                  | Cleveland, Museum of Art                                     | 1879/11                                       |
|         | Ritratto di Mademoiselle Elizabeth Gardner                                | 1879               | 46 x 38,5 cm       |                                                                                                  | Collezione privata                                           | 1879/12                                       |
|         | Autoritratto                                                              | 1879               | 46 x 38 cm         |                                                                                                  | Montréal, musée des Beaux-Arts                               | 1879/13                                       |
|         | La bagnante                                                               | 1879               | 64 x 41 cm         |                                                                                                  | Collezione privata                                           | 1879/14                                       |
|         | La petite fille aux fleurs                                                | 1879               | 51 x 36 cm         |                                                                                                  | Ubicazione attuale sconosciuta                               | 1879/15                                       |
|         | Petite fille au bol bleu                                                  | 1879               | 70,5 x 50 cm       |                                                                                                  | Ubicazione attuale sconosciuta                               | 1879/16                                       |
|         | La frileuse                                                               | 1879               | 72 x 50 cm         |                                                                                                  | Collezione privata                                           | 1879/17                                       |
|         | Le crochet                                                                | 1879               | 90 x 54,5 cm       |                                                                                                  | Collezione privata                                           | 1879/18                                       |
|         | La libellule                                                              | 1879               |                    |                                                                                                  | Ubicazione attuale sconosciuta                               | 1879/19                                       |
|         | La petite blessée                                                         | 1879               | 96,5 x 62 cm       |                                                                                                  | Collezione privata                                           | 1879/20                                       |
|         | La petite écolière                                                        | 1879               | 104 x 75,5 cm      |                                                                                                  | Ubicazione attuale sconosciuta                               | 1879/21                                       |
|         | Le goûter                                                                 | 1879               |                    |                                                                                                  | Ubicazione attuale sconosciuta                               | 1879/22                                       |

### Anni 1880
| Tableau | Titre                                                                | Date | Dimensions       | Notes                                                                                            | Lieu de conservation                                                                       | N° de Catalogue raisonné (Bartoli-Ross, 2010) |
| ------- | -------------------------------------------------------------------- | ---- | ---------------- | ------------------------------------------------------------------------------------------------ | ------------------------------------------------------------------------------------------ | --------------------------------------------- |
|         | Giovinetta che si difende da Eros                                    | 1880 | 160 x 114 cm     |                                                                                                  | Wilmington, University of North Carolina, en dépôt à Raleigh, North Carolina Museum of Art | 1880/01                                       |
|         | Giovinetta che si difende da Eros (riduzione)                        | 1880 | 79 x 55 cm       |                                                                                                  | Malibù, The J. Paul Getty Museum                                                           | 1880/01A                                      |
|         | Flagellazione di Nostro Signore Gesù Cristo                          | 1880 | 390 x 210 cm     |                                                                                                  | La Rochelle, Cattedrale di San Luigi                                                       | 1880/02                                       |
|         | L'évanouissement de la Vierge                                        | 1880 | 300 x 400 cm     | Décor de l'archivolte de la coupole de la chapelle de la Vierge, à la cathédrale de La Rochelle. | La Rochelle, Cattedrale                                                                    | 1880/03                                       |
|         | Enfant nu sur un coussin                                             | 1880 | 75 x 58,5 cm     |                                                                                                  | Ubicazione attuale sconosciuta                                                             | 1880/04                                       |
|         | Tentation                                                            | 1880 | 99,5 x 132,5 cm  |                                                                                                  | Minneapolis, Institute of Arts                                                             | 1880/05                                       |
|         | Tentation (riduzione)                                                | 1880 | 58,5 x 79 cm     |                                                                                                  | Collezione privata                                                                         | 1880/05A                                      |
|         | Le repos (jeune fille couchée)                                       | 1880 | 72,5 x 148 cm    |                                                                                                  | Collezione privata                                                                         | 1880/06                                       |
|         | Tricoteuse                                                           | 1880 | 114 x 71 cm      |                                                                                                  | Ubicazione attuale sconosciuta                                                             | 1880/07                                       |
|         | Petite mendiante                                                     | 1880 | 117 x 74 cm      |                                                                                                  | Collezione privata                                                                         | 1880/08                                       |
|         | Le déjeuner frugal                                                   | 1880 | 132 x 87,5 cm    |                                                                                                  | Collezione privata                                                                         | 1880/09                                       |
|         | La leçon difficile                                                   | 1880 | 97 x 62 cm       |                                                                                                  | Collezione privata                                                                         | 1880/10                                       |
|         | La soupe au lait                                                     | 1880 | 49 x 36 cm       |                                                                                                  | Collezione privata                                                                         | 1880/11                                       |
|         | Enfant fellah accroupie                                              | 1880 |                  |                                                                                                  | Ubicazione attuale sconosciuta                                                             | 1880/12                                       |
|         | L'Aurora                                                             | 1881 | 215 x 107 cm     |                                                                                                  | Birmingham (Alabama), Museum of Art                                                        | 1881/01                                       |
|         | L'Aurora (riduzione)                                                 | 1881 | 123 x 64 cm      |                                                                                                  | Collezione privata                                                                         | 1881/01A                                      |
|         | L'Amour désarmé                                                      | 1881 | 129,5 x 96,5 cm  | Volé alors qu'il se trouvait en dépôt au Wellesley College Museum. Retrouvé ruiné.               | Distrutto                                                                                  | 1881/02                                       |
|         | La fille du pêcheur                                                  | 1881 | 114 x 79 cm      |                                                                                                  | Collezione privata                                                                         | 1881/03                                       |
|         | Il cantico degli angeli                                              | 1881 | 213 x 152 cm     |                                                                                                  | Glendale (California), Forest Lawn Museum                                                  | 1881/04                                       |
|         | La Vierge aux anges                                                  | 1881 | 113,5 x 79,5 cm  |                                                                                                  | Collezione privata                                                                         | 1881/04A                                      |
|         | La Pietà                                                             | 1881 | 300 x 400 cm     | Décor de l'archivolte de la coupole de la chapelle de la Vierge, à la cathédrale de la Rochelle. | La Rochelle, Cattedrale                                                                    | 1881/05                                       |
|         | Tête d'enfant                                                        | 1881 | 41 x 33 cm       |                                                                                                  | Ubicazione attuale sconosciuta                                                             | 1881/06                                       |
|         | Le nid                                                               | 1881 |                  |                                                                                                  | Ubicazione attuale sconosciuta                                                             | 1881/07                                       |
|         | La branche de cerisier                                               | 1881 |                  |                                                                                                  | Collezione privata                                                                         | 1881/08                                       |
|         | Gardeuse de moutons                                                  | 1881 | 117 x 72 cm      |                                                                                                  | Seattle, The Frye Museum                                                                   | 1881/09                                       |
|         | Petite bergère debout                                                | 1881 | 144 x 87,5 cm    |                                                                                                  | Ubicazione attuale sconosciuta                                                             | 1881/10                                       |
|         | L'orage                                                              | 1881 | 162,5 x 101,5 cm |                                                                                                  | New York, Vanderbilt Foundation                                                            | 1881/11                                       |
|         | La grappe de raisin                                                  | 1881 | 117 x 84,5 cm    |                                                                                                  | Ubicazione attuale sconosciuta                                                             | 1881/12                                       |
|         | La Vierge à l'enfant avec saint Jean-Baptiste                        | 1881 | 190,5 x 111 cm   |                                                                                                  | Ithaca, Cornell University, Herbert F. Johnson Museum of Art                               | 1881/13                                       |
|         | Éventail naturel, jeune fille et enfant                              | 1881 | 114 x 147 cm     |                                                                                                  | Collezione privata                                                                         | 1881/14                                       |
|         | Éventail naturel, jeune fille et enfant (riduzione)                  | 1881 | 59,5 x 80 cm     |                                                                                                  | Collezione privata                                                                         | 1881/14A                                      |
|         | Il crepuscolo                                                        | 1882 | 207,5 x 108 cm   |                                                                                                  | L'Avana, museo nazionale cubano                                                            | 1882/01                                       |
|         | Il crepuscolo                                                        | 1882 | 127 x 66 cm      |                                                                                                  | Collezione privata                                                                         | 1882/01A                                      |
|         | Le raccoglitrici di nocciole                                         | 1882 | 87,5 x 134 cm    |                                                                                                  | Detroit, Institute of Arts                                                                 | 1882/03                                       |
|         | La pêche aux grenouilles                                             | 1882 | 142 x 111,5 cm   |                                                                                                  | Collezione privata                                                                         | 1882/04                                       |
|         | La piccola magliaia                                                  | 1882 | 100,5 x 60,5 cm  |                                                                                                  | Collezione privata                                                                         | 1882/05                                       |
|         | La fille du pêcheur                                                  | 1883 | 149 x 90 cm      |                                                                                                  | Ubicazione attuale sconosciuta                                                             | 1882/06                                       |
|         | La notte                                                             | 1883 | 208 x 108 cm     |                                                                                                  | Washington, Hillwood Museum                                                                | 1883/01                                       |
|         | Alma Parens o Amore materno                                          | 1883 | 230 x 140 cm     |                                                                                                  | Collezione privata                                                                         | 1883/02                                       |
|         | Tête de jeune fille (présentée à la veuve Membrée)                   | 1883 | 46 x 38 cm       |                                                                                                  | Collezione privata                                                                         | 1883/03                                       |
|         | Tête d'ange (étude présentée au Dr Parrot)                           | 1883 | 47 x 38,5 cm     |                                                                                                  | Collezione privata                                                                         | 1883/04                                       |
|         | Tête d'ange (autre étude)                                            | 1883 | 46 x 38 cm       |                                                                                                  | Collezione privata                                                                         | 1883/05                                       |
|         | Portrait de William, petit-fils de l'artiste, en saint Jean-Baptiste | 1883 | 50 x 34 cm       |                                                                                                  | Collezione privata                                                                         | 1883/06                                       |
|         | Vol d'Amours                                                         | 1883 | 80 x 63,5 cm     |                                                                                                  | Collezione privata                                                                         | 1883/07                                       |
|         | Orpheline à la fontaine                                              | 1883 | 145 x 87,5 cm    |                                                                                                  | Collezione privata                                                                         | 1883/08                                       |
|         | Panier de pommes (tête et mains)                                     | 1883 | 61 x 48 cm       |                                                                                                  | Northampton (Massachusetts), Smith College                                                 | 1883/09                                       |
|         | Récolte des noisettes                                                | 1883 | 161 x 114 cm     |                                                                                                  | Collezione privata                                                                         | 1883/10                                       |
|         | Petite vendangeuse                                                   | 1883 | 117 x 82,5 cm    |                                                                                                  | Collezione privata                                                                         | 1883/11                                       |
|         | La giovinezza di Bacco                                               | 1884 | 331 x 610 cm     |                                                                                                  | Collezione privata                                                                         | 1884/01                                       |
|         | L'Adoration des bergers                                              | 1884 | 350 x 220 cm     | Peint pour la chapelle de la Vierge à l'église Saint-Vincent-de-Paul de Paris.                   | Parigi, chiesa di San Vincenzo de' Paoli                                                   | 1884/02                                       |
|         | La Pleiade perduta                                                   | 1884 | 195,5 x 95 cm    |                                                                                                  | Città del Messico, Fondazione Juan Antonio Pérez Simon                                     | 1884/05                                       |
|         | La Pleiade perduta (riduzione presentata a H. Bramtot)               | 1884 | 57 x 27 cm       |                                                                                                  | Collezione privata                                                                         | 1884/05A                                      |
|         | Il giorno                                                            | 1884 | 207 x 120,5 cm   |                                                                                                  | Collezione privata                                                                         | 1884/06                                       |
|         | Le due bagnanti                                                      | 1884 | 201 x 129 cm     |                                                                                                  | Chicago, The Art Institute                                                                 | 1884/07                                       |
|         | Nudo seduto                                                          | 1884 | 116,5 x 90 cm    |                                                                                                  | Williamstown, Sterling and Francine Clark Art Institute                                    | 1884/08                                       |
|         | Biblide                                                              | 1884 | 95,5 x 159,5 cm  |                                                                                                  | Hyderabad (Andhra Pradesh), Museo Salar Jung                                               | 1884/09                                       |
|         | Biblide (riduzione)                                                  | 1884 | 48 x 79 cm       |                                                                                                  | Collezione privata                                                                         | 1884/09A                                      |
|         | La pluie                                                             | 1884 | 93 x 119 cùm     |                                                                                                  | Collezione privata                                                                         | 1884/10                                       |
|         | La leçon difficile                                                   | 1884 | 95 x 61 cm       |                                                                                                  | Collezione privata                                                                         | 1884/11                                       |
|         | Tricoteuse                                                           | 1884 | 129 x 70 cm      |                                                                                                  | Collezione privata                                                                         | 1884/12                                       |
|         | La bourrique                                                         | 1884 | 137 x 101,5cm    |                                                                                                  | Pittsfield, The Berkshire Museum                                                           | 1884/13                                       |
|         | Parure des champs                                                    | 1884 | 163 x 90 cm      |                                                                                                  | Montréal, musée des Beaux-Arts                                                             | 1884/14                                       |
|         | L'Adoration des mages                                                | 1885 | 350 x 220 cm     | Peint pour la chapelle de la Vierge à l'église Saint-Vincent-de-Paul de Paris.                   | Parigi, église Saint-Vincent-de-Paul                                                       | 1885/01A                                      |
|         | La Visitation                                                        | 1885 |                  | Peint pour la chapelle de la Vierge à l'église Saint-Vincent-de-Paul de Paris.                   | Parigi, église Saint-Vincent-de-Paul                                                       | 1885/01B                                      |
|         | La fuite en Egypte                                                   | 1885 |                  | Peint pour la chapelle de la Vierge à l'église Saint-Vincent-de-Paul de Paris.                   | Parigi, église Saint-Vincent-de-Paul                                                       | 1885/01C                                      |
|         | Portrait de Mademoiselle Yvonne de Chasseval                         | 1885 |                  |                                                                                                  | Ubicazione attuale sconosciuta                                                             | 1885/02                                       |
|         | Femme et Amour captif                                                | 1885 | 120 x 97 cm      |                                                                                                  | Collezione privata                                                                         | 1885/04                                       |
|         | Méditation                                                           | 1885 | 132 x 86,5 cm    |                                                                                                  | Omaha, The Joslyn Museum of Art                                                            | 1885/05                                       |
|         | Jeune fille à la cruche                                              | 1885 | 97 x 61 cm       |                                                                                                  | Collezione privata                                                                         | 1885/06                                       |
|         | La giovane pastorella                                                | 1885 | 157,5 x 72,5 cm  |                                                                                                  | San Diego, Museum of Art                                                                   | 1885/07                                       |
|         | Jeune fille allant à la fontaine                                     | 1885 | 160,5 x 73,5 cm  |                                                                                                  | New York, Museo d'arte Dahesh                                                              | 1885/08                                       |
|         | Jeune fille portant une cruche                                       | 1885 | 157,5 x 86,5 cm  |                                                                                                  | Collezione privata                                                                         | 1885/09                                       |
|         | Femme au coquillage                                                  | 1885 | 131 x 86,5 cm    |                                                                                                  | Collezione privata                                                                         | 1885/10                                       |
|         | La Primavera                                                         | 1886 | 215 x 117 cm     |                                                                                                  | Omaha, The Joslyn Museum of Art                                                            | 1886/01                                       |
|         | Portrait d'une petite fille                                          | 1886 | 35,5 x 27 cm     |                                                                                                  | Collezione privata                                                                         | 1886/02                                       |
|         | Autoportrait présenté à M. Sage                                      | 1886 | 46 x 38 cm       |                                                                                                  | Collezione privata                                                                         | 1886/03                                       |
|         | Portrait de Mademoiselle Ella Colonna Czosnowska                     | 1886 | 155 x 85 cm      |                                                                                                  | Ubicazione attuale sconosciuta                                                             | 1886/04                                       |
|         | Portrait de Mademoiselle Ruth Hill                                   | 1886 |                  |                                                                                                  | Ubicazione attuale sconosciuta                                                             | 1886/05                                       |
|         | Petite fille assise au bord de l'eau                                 | 1886 | 84 x 61,5 cm     |                                                                                                  | Seattle, University of Washington, Henry Art Gallery                                       | 1886/06                                       |
|         | Au pied de la falaise                                                | 1886 | 108 x 65 cm      |                                                                                                  | Memphis, Brooks Memorial Art Gallery                                                       | 1886/07                                       |
|         | Au bord de l'étang                                                   | 1886 | 106,5 x 53 cm    |                                                                                                  | Collezione privata                                                                         | 1886/08                                       |
|         | Le peloton de laine                                                  | 1886 | 140 x 76 cm      |                                                                                                  | Collezione privata                                                                         | 1886/09                                       |
|         | Bergère                                                              | 1886 | 160 x 76 cm      |                                                                                                  | Springfield, Museum of Fine Arts                                                           | 1886/10                                       |
|         | La sœur aînée                                                        | 1886 | 131 x 86 cm      |                                                                                                  | Collezione privata                                                                         | 1886/11                                       |
|         | Sete                                                                 | 1886 | 132 x 102 cm     |                                                                                                  | Collezione privata                                                                         | 1886/12                                       |
|         | Tête de petite fille                                                 | 1886 | 45 x 32,5 cm     |                                                                                                  | Ubicazione attuale sconosciuta                                                             | 1886/13                                       |
|         | Petite tricoteuse assise                                             | 1886 | 96 x 60,5 cm     |                                                                                                  | Ubicazione attuale sconosciuta                                                             | 1886/14                                       |
|         | L'Amour vainqueur                                                    | 1886 | 164 x 122,5 cm   |                                                                                                  | Collezione privata                                                                         | 1886/15                                       |
|         | Portrait de Madame Dumont                                            | 1887 | 61 x 50 cm       |                                                                                                  | Collezione privata                                                                         | 1887/01                                       |
|         | Portrait de Diane                                                    | 1887 | 59,5 x 48,5 cm   |                                                                                                  | Baltimora, Museum of Art                                                                   | 1887/02                                       |
|         | Allant au bain                                                       | 1887 | 175 x 80,5 cm    |                                                                                                  | Collezione privata                                                                         | 1887/03                                       |
|         | Frère et sœur                                                        | 1887 | 179 x 80 cm      |                                                                                                  | Collezione privata                                                                         | 1887/04                                       |
|         | Pastorella                                                           | 1887 | 157,5 x 73,5 cm  |                                                                                                  | Collezione privata                                                                         | 1887/05                                       |
|         | Le déjeuner du matin                                                 | 1887 | 91,5 x 56 cm     |                                                                                                  | Collezione privata                                                                         | 1887/06                                       |
|         | Bagnante                                                             | 1888 | 189 x 108 cm     |                                                                                                  | Collezione privata                                                                         | 1888/01                                       |
|         | Il primo lutto                                                       | 1888 | 203 x 252 cm     |                                                                                                  | Buenos Aires, Museo Nacional de Bellas Artes                                               | 1888/02                                       |
|         | Madone assise                                                        | 1888 | 176,5 x 103 cm   |                                                                                                  | Adélaïde (Australie), Art Gallery of South Australia                                       | 1888/03                                       |
|         | Étude de petite fille (visage de profil)                             | 1888 | 24 x 18,5 cm     |                                                                                                  | Collezione privata                                                                         | 1888/04                                       |
|         | Au bord du ruisseau                                                  | 1888 | 81 x 103 cm      |                                                                                                  | Collezione privata                                                                         | 1888/05                                       |
|         | Cupido e la farfalla                                                 | 1888 | 117 x 68 cm      |                                                                                                  | Collezione privata                                                                         | 1888/06                                       |
|         | Autoportrait                                                         | 1888 | 93 x 61 cm       |                                                                                                  | Collezione privata                                                                         | 1888/07                                       |
|         | Autoportrait (réplique)                                              | 1888 | 96 x 62 cm       |                                                                                                  | Collezione privata                                                                         | 1888/07A                                      |
|         | Jeanne                                                               | 1888 | 59 x 46,5 cm     |                                                                                                  | Collezione privata                                                                         | 1888/08                                       |
|         | Bergère                                                              | 1888 |                  |                                                                                                  | Ubicazione attuale sconosciuta                                                             | 1888/09                                       |
|         | Petite boudeuse                                                      | 1888 | 123 x 86 cm      |                                                                                                  | Manitowoc (Wisconsin), Rahr-West Museum                                                    | 1888/10                                       |
|         | Jésus-Christ rencontre sa mère                                       | 1888 |                  | Peint pour la chapelle de la Vierge à l'église Saint-Vincent-de-Paul de Paris.                   | Parigi, église Saint-Vincent-de-Paul                                                       | 1888/12                                       |
|         | L'Annonciation                                                       | 1888 |                  | Peint pour la chapelle de la Vierge à l'église Saint-Vincent-de-Paul de Paris.                   | Parigi, église Saint-Vincent-de-Paul                                                       | 1888/13                                       |
|         | L'Annonciation (riduzione)                                           | 1888 | 93 x 48 cm       |                                                                                                  | Collezione privata                                                                         | 1888/13A                                      |
|         | Méditation                                                           | 1888 | 122 x 81,5 cm    |                                                                                                  | Ubicazione attuale sconosciuta                                                             | 1888/14                                       |
|         | La leçon                                                             | 1889 | 99 x 61 cm       |                                                                                                  | Collezione privata                                                                         | 1889/01                                       |
|         | Psiche e Amore                                                       | 1889 | 200 x 116 cm     |                                                                                                  | Hobart (Tasmanie), Tasmanian Museum and Art Gallery                                        | 1889/02                                       |
|         | Amore e Psiche, bambini                                              | 1889 | 119,5 x 71 cm    |                                                                                                  | Collezione privata                                                                         | 1889/03                                       |
|         | I sussurri dell'amore                                                | 1889 | 203 x 137 cm     |                                                                                                  | La Nouvelle-Orléans, Museum of Art                                                         | 1889/06                                       |
|         | I sussurri dell'amore (riduzione)                                    | 1889 | 101 x 58 cm      |                                                                                                  | Jacksonville (Floride), The Cummer Museum of Art                                           | 1889/06A                                      |
|         | Notre-Dame des Anges                                                 | 1889 | 230,5 x 134,5 cm |                                                                                                  | Collezione privata                                                                         | 1889/07                                       |
|         | Portrait d'un enfant de Madame Porter                                | 1889 | 96,5 x 62 cm     |                                                                                                  | Collezione privata                                                                         | 1889/08                                       |
|         | Le goûter                                                            | 1889 | 94 x 61 cm       |                                                                                                  | Collezione privata                                                                         | 1889/09                                       |
|         | Jeune fille au crochet                                               | 1889 | 61 x 46,5 cm     |                                                                                                  | Collezione privata                                                                         | 1889/10                                       |
|         | La pastorella                                                        | 1889 | 159 x 93 cm      |                                                                                                  | Tulsa (Oklahoma); Philbrook Museum of Art                                                  | 1889/11                                       |
|         | La "Bohémienne"                                                      | 1889 | 150 x 124,5 cm   | Dipinto conservato per molti anni all'istituto d'arti di Minneapolis, poi venduto nel 2004.      | Collezione privata                                                                         | 1889/12                                       |
|         | Le mariage de la Vierge                                              | 1889 |                  | Peint pour la chapelle de la Vierge à l'église Saint-Vincent-de-Paul de Paris.                   | Parigi, église Saint-Vincent-de-Paul                                                       | 1889/13                                       |
|         | La Vierge au pied de la croix                                        | 1889 |                  | Peint pour la chapelle de la Vierge à l'église Saint-Vincent-de-Paul de Paris.                   | Parigi, église Saint-Vincent-de-Paul                                                       | 1889/14                                       |
|         | Portrait de Gabrielle Drunzer                                        | 1889 | 43 x 37 cm       |                                                                                                  | Collezione privata                                                                         | 1889/15                                       |
|         | Chansons de printemps                                                | 1889 | 149,5 x 99 cm    |                                                                                                  | Collezione privata                                                                         | 1889/16                                       |

### Anni 1890
| Tableau | Titre                                                          | Date             | Dimensions       | Notes                                                                                   | Lieu de conservation                                                        | N° de Catalogue raisonné (Bartoli-Ross, 2010) |
| ------- | -------------------------------------------------------------- | ---------------- | ---------------- | --------------------------------------------------------------------------------------- | --------------------------------------------------------------------------- | --------------------------------------------- |
|         | I piccoli mendicanti                                           | 1890             | 161 x 93,5 cm    |                                                                                         | Syracuse (New York), Syracuse University Art Collection                     | 1890/01                                       |
|         | Câlinerie                                                      | 1890             | 145 x 91 cm      |                                                                                         | Collezione privata                                                          | 1890/02                                       |
|         | Les Saintes femmes au tombeau                                  | 1890             | 260 x 160 cm     |                                                                                         | Anversa, musée royal des Beaux-Arts                                         | 1890/03                                       |
|         | Portrait de Mademoiselle Louise Bonynge, future Madame Maxwell | 1890             | 129 x 89 cm      |                                                                                         | Tokyo, Hachioji City, Mutauchi Museum                                       | 1890/04                                       |
|         | Amour à l'affût                                                | 1890             | 117 x 77 cm      |                                                                                         | Collezione privata                                                          | 1890/05                                       |
|         | Ritratto di Gabrielle Cot                                      | 1890             | 45,5 x 38 cm     |                                                                                         | Collezione privata                                                          | 1890/06                                       |
|         | Tête de fillette, tête sans les mains                          | 1890             | 44,5 x 37 cm     |                                                                                         | Collezione privata                                                          | 1890/07                                       |
|         | Tête de fillette, tête avec mains                              | 1890             | 46 x 37,5 cm     |                                                                                         | Collezione privata                                                          | 1890/08                                       |
|         | Les mûres                                                      | 1890             | 135 x 81 cm      |                                                                                         | Saint-Johnsbury (Vermont), Athenaeum                                        | 1890/09                                       |
|         | Une vocation                                                   | 1890             | 56 x 45,5 cm     |                                                                                         | Collezione privata                                                          | 1890/10                                       |
|         | L'œillet                                                       | 1890             |                  |                                                                                         | Ubicazione attuale sconosciuta                                              | 1890/11                                       |
|         | Glaneuse                                                       | 1890             | 96,5 x 61 cm     |                                                                                         | Collezione privata                                                          | 1890/12                                       |
|         | Pêcheuse                                                       | 1890             | 158 x 89 cm      |                                                                                         | Collezione privata                                                          | 1890/13                                       |
|         | Boucles d'oreilles                                             | 1890 (daté 1891) | 121 x 77,5 cm    |                                                                                         | Collezione privata                                                          | 1890/14                                       |
|         | Pandora                                                        | 1891             | 92,5 x 64,5 cm   |                                                                                         | Collezione privata                                                          | 1890/15                                       |
|         | La brocca rotta                                                | 1891             | 134,6 x 83,8 cm  |                                                                                         | San Francisco, Legion of Honor, Fine Arts Museum                            | 1891/01                                       |
|         | Le goûter aux champs                                           | 1891             | 89,5 x 65 cm     |                                                                                         | Collezione privata                                                          | 1891/02                                       |
|         | Giovane pastorella                                             | 1891             | 155,5 x 86,5 cm  |                                                                                         | Collezione privata                                                          | 1891/03                                       |
|         | Tricoteuse                                                     | 1891             | 97 x 61 cm       |                                                                                         | Collezione privata                                                          | 1891/04                                       |
|         | Cupido bagnato                                                 | 1891             | 155,5 x 84,5 cm  |                                                                                         | Collezione privata                                                          | 1891/05                                       |
|         | Premiers bijoux                                                | 1891             | 172,5 x 111 cm   |                                                                                         | Collezione privata                                                          | 1891/06                                       |
|         | La guardiana di oche                                           | 1891             | 152,5 x 73,5 cm  |                                                                                         | Ithaca (New York), Cornell University, The Herbert F. Johnson Museum of Art | 1891/07                                       |
|         | Au bord du ruisseau                                            | 1891             | 131,5 x 76 cm    |                                                                                         | Ubicazione attuale sconosciuta                                              | 1891/08                                       |
|         | L'abri                                                         | 1891             | 122 x 91,5 cm    |                                                                                         | Collezione privata                                                          | 1891/09                                       |
|         | Avant le bain                                                  | 1891             | 137 x 87 cm      |                                                                                         | Collezione privata                                                          | 1891/10                                       |
|         | Avant le bain (réplique inachevée)                             | 1891             | 131,5 x 75,5 cm  |                                                                                         | Collezione privata                                                          | 1891/10A                                      |
|         | L'Inspiration                                                  | 1891             | 115,5 x 75 cm    |                                                                                         | Collezione privata                                                          | 1891/11                                       |
|         | Méditation                                                     | 1891             |                  |                                                                                         | Ubicazione attuale sconosciuta                                              | 1891/12                                       |
|         | Le captif                                                      | 1891             | 131 x 77,5 cm    |                                                                                         | Toledo, Museum of Art                                                       | 1891/13                                       |
|         | L'Amour au repos                                               | 1891             | 45 x 22,5 cm     |                                                                                         | Collezione privata                                                          | 1891/14                                       |
|         | Il lavoro interrotto                                           | 1891             | 162 x 100 cm     |                                                                                         | Amherst (Massachusetts), Amherst College, Mead Art Museum                   | 1891/15                                       |
|         | Il lavoro interrotto (riduzione)                               | 1891             | 100 x 61 cm      |                                                                                         | Collezione privata                                                          | 1891/15A                                      |
|         | L'éveil du cœur                                                | 1892             | 160 x 111 cm     |                                                                                         | Collezione privata                                                          | 1892/01                                       |
|         | Psiche                                                         | 1892             | 107 x 65 cm      |                                                                                         | Collezione privata                                                          | 1892/02                                       |
|         | Marie-Madeleine                                                | 1892             |                  |                                                                                         | Ubicazione attuale sconosciuta                                              | 1892/03                                       |
|         | Il vespaio                                                     | 1892             | 213 x 152,5 cm   |                                                                                         | Collezione privata                                                          | 1892/04                                       |
|         | Antoinette                                                     | 1892             |                  |                                                                                         | Ubicazione attuale sconosciuta                                              | 1892/05                                       |
|         | Portrait de Mademoiselle H. Avon                               | 1892             |                  |                                                                                         | Ubicazione attuale sconosciuta                                              | 1892/06                                       |
|         | La cage vide                                                   | 1892             | 119 x 76 cm      |                                                                                         | Collezione privata                                                          | 1892/08                                       |
|         | Offrande à l'Amour                                             | 1893             | 300 x 230 cm     | Détruit dans l'incendie du Jockey Club de Buenos Aires en 1953.                         | Distrutto                                                                   | 1893/01                                       |
|         | L'agrafe                                                       | 1893             | 107 x 65 cm      |                                                                                         | Ubicazione attuale sconosciuta                                              | 1893/02                                       |
|         | Le papillon                                                    | 1893             | 93 x 66 cm       |                                                                                         | Collezione privata                                                          | 1893/03                                       |
|         | Giovinezza                                                     | 1893             | 189 x 123 cm     |                                                                                         | Collezione privata                                                          | 1893/04                                       |
|         | La jeune ouvrière                                              | 1893             | 142 x 87,5 cm    |                                                                                         | Collezione privata                                                          | 1893/05                                       |
|         | Allant à la fontaine                                           | 1893             | 95 x 58 cm       |                                                                                         | Louisville (Kentucky), J.B. Speed Museum                                    | 1893/06                                       |
|         | Marchande de pommes                                            | 1893             | 96,5 x 61 cm     |                                                                                         | Collezione privata                                                          | 1893/07                                       |
|         | Innocenza                                                      | 1893             | 178 x 94 cm      |                                                                                         | Ubicazione attuale sconosciuta                                              | 1893/08                                       |
|         | Innocenza (riduzione)                                          | 1893             | 100 x 52,5 cm    |                                                                                         | Città del Messico, Fondazione Juan Antonio Pérez Simon                      | 1893/08A                                      |
|         | Rêverie sur le seuil                                           | 1893             |                  |                                                                                         | Collezione privata                                                          | 1893/09                                       |
|         | La perle                                                       | 1894             | 147,5 x 78,5 cm  |                                                                                         | Collezione privata                                                          | 1894/01                                       |
|         | La perle (seconda versione)                                    | 1894             | 140 x 80 cm      |                                                                                         | Collezione privata                                                          | 1894/02                                       |
|         | Souvenir                                                       | 1894             | 71 x 51 cm       |                                                                                         | Collezione privata                                                          | 1894/03                                       |
|         | Le secret                                                      | 1894             | 96,5 x 62 cm     |                                                                                         | Collezione privata                                                          | 1894/04                                       |
|         | Gardeuse de dindons                                            | 1894             | 105,5 x 70 cm    |                                                                                         | Ubicazione attuale sconosciuta                                              | 1894/05                                       |
|         | L'Amour à l'épine                                              | 1894             | 125,5 x 80 cm    |                                                                                         | Collezione privata                                                          | 1894/06                                       |
|         | L'Amour piqué                                                  | 1894             | 123 x 78 cm      |                                                                                         | Ubicazione attuale sconosciuta                                              | 1894/07                                       |
|         | La Palme                                                       | 1894             | 100 x 57 cm      |                                                                                         | Collezione privata                                                          | 1894/08                                       |
|         | Le lever                                                       | 1894             | 95,5 x 61 cm     |                                                                                         | Collezione privata                                                          | 1894/09                                       |
|         | Glâneuse                                                       | 1894             | 106,5 x 65 cm    |                                                                                         | Collezione privata                                                          | 1894/10                                       |
|         | Pâquerettes                                                    | 1894             | 91,5 x 56 cm     |                                                                                         | Collezione privata                                                          | 1894/11                                       |
|         | Dopo il bagno                                                  | 1894             | 155 x 86,5 cm    |                                                                                         | Collezione privata                                                          | 1894/12                                       |
|         | Baccante                                                       | 1894             | 152,5 x 89 cm    |                                                                                         | Collezione privata                                                          | 1894/13                                       |
|         | Una sacerdotessa di Bacco                                      | 1894             | 170 x 90 cm      |                                                                                         | Ubicazione attuale sconosciuta                                              | 1894/14                                       |
|         | Rêverie                                                        | 1894             | 112 x 71 cm      |                                                                                         | Collezione privata                                                          | 1894/15                                       |
|         | Jeune fille et l'Amour                                         | 1894             | 77 x 50 cm       |                                                                                         | Collezione privata                                                          | 1894/16                                       |
|         | Portrait de Maître Adrien Huard                                | 1894             |                  |                                                                                         | Ubicazione attuale sconosciuta                                              | 1894/17                                       |
|         | Autoritratto                                                   | 1895             | 53 x 46 cm       |                                                                                         | Firenze, Galleria degli Uffizi                                              | 1895/01                                       |
|         | L'Âme                                                          | 1895             |                  |                                                                                         | Ubicazione attuale sconosciuta                                              | 1895/02                                       |
|         | Il rapimento di Psiche                                         | 1895             | 209 x 120 cm     | En dépôt à long terme au University of Virginia Art Museum, Charlottesville (Virginie). | Collezione privata                                                          | 1895/03                                       |
|         | Espièglerie                                                    | 1895             | 95 x 59,5 cm     |                                                                                         | Collezione privata                                                          | 1895/04                                       |
|         | Le goûter                                                      | 1895             | 115,5 x 70 cm    |                                                                                         | Collezione privata                                                          | 1895/05                                       |
|         | En pénitence                                                   | 1895             | 131 x 77,5 cm    |                                                                                         | Collezione privata                                                          | 1895/06                                       |
|         | L'iris                                                         | 1895             | 46 x 38 cm       |                                                                                         | Princeton (New Jersey), Princeton University Art Museum                     | 1895/07                                       |
|         | Fardello gradevole                                             | 1895             | 112 x 76 cm      |                                                                                         | Collezione privata                                                          | 1895/08                                       |
|         | Le chant du rossignol                                          | 1895             | 148,5 x 94,5 cm  |                                                                                         | Dayton (Ohio), Art Institute                                                | 1895/09                                       |
|         | Le gué                                                         | 1895             | 160 x 74 cm      |                                                                                         | Collezione privata                                                          | 1895/10                                       |
|         | Bergère                                                        | 1895             | 110,5 x 75,5 cm  |                                                                                         | Collezione privata                                                          | 1895/11                                       |
|         | La fleur préférée                                              | 1895             | 158,5 x 91,5 cm  |                                                                                         | Collezione privata                                                          | 1895/12                                       |
|         | Sur la plage                                                   | 1895             | 81 x 117 cm      |                                                                                         | Collezione privata                                                          | 1895/13                                       |
|         | La liseuse                                                     | 1895             | 117 x 80,5 cm    |                                                                                         | Collezione privata                                                          | 1895/14                                       |
|         | Les deux sœurs                                                 | 1895             | 145 x 89 cm      |                                                                                         | Collezione privata                                                          | 1895/15                                       |
|         | Autoportrait                                                   | 1895             | 164 x 98 cm      |                                                                                         | Anversa, musées royaux des Beaux-Arts                                       | 1895/16                                       |
|         | Brezza di primavera                                            | 1895             | 98,5 x 65,5 cm   |                                                                                         | Collezione privata                                                          | 1895/17                                       |
|         | Ricordo                                                        | 1895             | 116 x 68,5 cm    |                                                                                         | Pittsburgh, Carnegie Museum of Art                                          | 1895/18                                       |
|         | Petite fille tenant des pommes dans les mains                  | 1895             | 93,5 x 55 cm     |                                                                                         | Collezione privata                                                          | 1895/21                                       |
|         | Portrait de Mademoiselle F.A.                                  | 1895             | 65 x 54 cm       |                                                                                         | Collezione privata                                                          | 1895/22                                       |
|         | Portrait de Louise de Rohan-Chabot, comtesse de Cambacérès     | 1895             | 121 x 90,2 cm    |                                                                                         | Seattle, Art Museum                                                         | 1895/23                                       |
|         | Portrait de jeune fille                                        | 1896             | 46,5 x 38 cm     |                                                                                         | Collezione privata                                                          | 1896/01                                       |
|         | Les prûnes                                                     | 1896             | 96,5 x 61 cm     |                                                                                         | Collezione privata                                                          | 1896/02                                       |
|         | L'onda                                                         | 1896             | 117 x 157 cm     |                                                                                         | Collezione privata                                                          | 1896/03                                       |
|         | Médiation                                                      | 1896             | 100 x 74 cm      |                                                                                         | Syracuse (New York), Syracuse University Art Collection                     | 1896/04                                       |
|         | Rêverie                                                        | 1896             |                  |                                                                                         | Ubicazione attuale sconosciuta                                              | 1896/05                                       |
|         | Secrets de l'Amour                                             | 1896             | 130 x 91,5 cm    |                                                                                         | Collezione privata                                                          | 1896/06                                       |
|         | Aux aguets                                                     | 1896             | 130 x 81 cm      |                                                                                         | Collezione privata                                                          | 1896/07                                       |
|         | Aux aguets (tête)                                              | 1896             |                  |                                                                                         | Ubicazione attuale sconosciuta                                              | 1896/08                                       |
|         | Petite fille au bouquet                                        | 1896             | 66 x 54,5 cm     |                                                                                         | Collezione privata                                                          | 1896/09                                       |
|         | Yvonne                                                         | 1896             | 87,5 x 54,5 cm   |                                                                                         | Collezione privata                                                          | 1896/10                                       |
|         | Sœurs sur le rivage                                            | 1896             | 142,2 x 91,4 cm  |                                                                                         | Detroit, Institute of Arts                                                  | 1896/11                                       |
|         | Une vocation                                                   | 1896             | 104 x 71 cm      |                                                                                         | Cleveland, Museum of Art                                                    | 1896/13                                       |
|         | Sourire d'avril                                                | 1896             |                  |                                                                                         | Collezione privata                                                          | 1896/14                                       |
|         | Blessures d'amour                                              | 1897             | 192 x 114,5 cm   |                                                                                         | Collezione privata                                                          | 1897/01                                       |
|         | Compassione                                                    | 1897             | 261 x 120 cm     |                                                                                         | Parigi, museo d'Orsay                                                       | 1897/02                                       |
|         | Les agneaux                                                    | 1897             | 182 x 92 cm      |                                                                                         | Collezione privata                                                          | 1897/03                                       |
|         | Réflexion                                                      | 1897             | 116 x 79 cm      |                                                                                         | Shawnee (Oklahoma), Mabee-Gerrer Museum                                     | 1897/04                                       |
|         | Irène                                                          | 1897             | 46 x 38 cm       |                                                                                         | Collezione privata                                                          | 1897/05                                       |
|         | Les pommes                                                     | 1897             | 65 x 51,5 cm     |                                                                                         | Madison (Wisconsin), University of Wisconsin-Madison, Chazen Museum of Art  | 1897/06                                       |
|         | A la fontaine                                                  | 1897             | 142 x 86,5 cm    |                                                                                         | Collezione privata                                                          | 1897/08                                       |
|         | La cueillette                                                  | 1897             | 136 x 90 cm      |                                                                                         | Ubicazione attuale sconosciuta                                              | 1897/09                                       |
|         | L'ammirazione                                                  | 1897             | 147 x 200 cm     |                                                                                         | San Antonio, Museum                                                         | 1897/10                                       |
|         | Les petites amies                                              | 1898             | 131 x 85 cm      |                                                                                         | Collezione privata                                                          | 1898/01                                       |
|         | Goûter frugal                                                  | 1898             | 89,5 x 56 cm     |                                                                                         | Ubicazione attuale sconosciuta                                              | 1898/02                                       |
|         | L'Assalto                                                      | 1898             | 155,8 x 106,2 cm |                                                                                         | Parigi, museo d'Orsay                                                       | 1898/03                                       |
|         | Inspirazione                                                   | 1898             | 100 x 66 cm      |                                                                                         | Collezione privata                                                          | 1898/04                                       |
|         | Le narcisse                                                    | 1898             | 46 x 38 cm       |                                                                                         | Varsovie, musée de l'Archidiocèse                                           | 1898/05                                       |
|         | Le rêve                                                        | 1898             | 100 x 69 cm      |                                                                                         | Collezione privata                                                          | 1898/06                                       |
|         | Réflexion                                                      | 1898             | 117 x 73 cm      |                                                                                         | Collezione privata                                                          | 1898/07                                       |
|         | Le voile                                                       | 1898             | 115 x 80 cm      |                                                                                         | Collezione privata                                                          | 1898/08                                       |
|         | Portrait de jeune fille                                        | 1898             | 39,5 x 32 cm     |                                                                                         | Collezione privata                                                          | 1898/09                                       |
|         | La couturière                                                  | 1898             | 115,5 x 71 cm    |                                                                                         | Collezione privata                                                          | 1898/10                                       |
|         | Le déjeuner                                                    | 1898             | 95 x 51 cm       |                                                                                         | Ubicazione attuale sconosciuta                                              | 1898/11                                       |
|         | Retour des champs                                              | 1898             | 128 x 71 cm      |                                                                                         | Collezione privata                                                          | 1898/12                                       |
|         | La tricoteuse                                                  | 1898             | 95 x 58 cm       |                                                                                         | Manchester, City Art Gallery                                                | 1898/13                                       |
|         | La révérence                                                   | 1898             | 138 x 74,5 cm    |                                                                                         | Collezione privata                                                          | 1898/14                                       |
|         | Les deux sœurs                                                 | 1899             | 144 x 77 cm      |                                                                                         | Collezione privata                                                          | 1899/01                                       |
|         | L'Amour et Psyché                                              | 1899             | 220 x 128 cm     |                                                                                         | Collezione privata                                                          | 1899/02                                       |
|         | Elegia                                                         | 1899             | 163 x 102 cm     |                                                                                         | Collezione privata                                                          | 1899/03                                       |
|         | Baccante                                                       | 1899             | 100 x 70,5 cm    |                                                                                         | Collezione privata                                                          | 1899/04                                       |
|         | Mimosa                                                         | 1899             | 46,5 x 38 cm     |                                                                                         | Ubicazione attuale sconosciuta                                              | 1899/05                                       |
|         | La marchande de citrons                                        | 1899             | 66 x 50 cm       |                                                                                         | Gerusalemme, The Israël Museum                                              | 1899/06                                       |
|         | Le citron                                                      | 1899             | 45,5 x 35,5 cm   |                                                                                         | Ubicazione attuale sconosciuta                                              | 1899/07                                       |
|         | Rayon de soleil                                                | 1899             | 127 x 70 cm      |                                                                                         | Ubicazione attuale sconosciuta                                              | 1899/08                                       |
|         | Les giroflées                                                  | 1899             | 71,5 x 58,5 cm   |                                                                                         | Collezione privata                                                          | 1899/09                                       |
|         | L'ange (tête)                                                  | 1899             | 47 x 38 cm       |                                                                                         | Béziers, musée des Beaux-Arts                                               | 1899/10                                       |
|         | Le chardon                                                     | 1899             | 140 x 72,5 cm    |                                                                                         | Ubicazione attuale sconosciuta                                              | 1899/11                                       |
|         | L'espiègle                                                     | 1899             | 132 x 72,5 cm    |                                                                                         | Collezione privata                                                          | 1899/12                                       |
|         | Rêverie                                                        | 1899             | 112 x 76 cm      |                                                                                         | Ubicazione attuale sconosciuta                                              | 1899/13                                       |
|         | Goûter frugal                                                  | 1899             | 113 x 62 cm      |                                                                                         | Collezione privata                                                          | 1899/14                                       |
|         | La Vergine dei gigli                                           | 1899             | 115,5 x 81 cm    |                                                                                         | Collezione privata                                                          | 1899/15                                       |

### Anni 1900
| Tableau | Titre                                                       | Date | Dimensions         | Notes | Lieu de conservation                                                | N° de Catalogue raisonné (Bartoli-Ross, 2010) |
| ------- | ----------------------------------------------------------- | ---- | ------------------ | ----- | ------------------------------------------------------------------- | --------------------------------------------- |
|         | Le jeune frère                                              | 1900 | 100 x 73 cm        |       | Collezione privata                                                  | 1900/01                                       |
|         | La Vergine con gli angeli                                   | 1900 | 285 x 185 cm       |       | Parigi, musée du Petit-Palais                                       | 1900/02                                       |
|         | Un moment de repos                                          | 1900 | 149,5 x 72,5 cm    |       | Collezione privata                                                  | 1900/03                                       |
|         | Idillio infantile                                           | 1900 | 102 x 130 cm       |       | Denver, Art Museum                                                  | 1900/04                                       |
|         | Branche de laurier                                          | 1900 | 115,5 x 70 cm      |       | Collezione privata                                                  | 1900/05                                       |
|         | Inspiration                                                 | 1900 |                    |       | Ubicazione attuale sconosciuta                                      | 1900/06                                       |
|         | L'Amour voltigeant sur les eaux                             | 1900 | 170 x 103,5 cm     |       | Collezione privata                                                  | 1900/07                                       |
|         | Les prunes                                                  | 1900 | 106,7 x 96,5 cm    |       | Collezione privata                                                  | 1900/08                                       |
|         | Petite maraudeuse                                           | 1900 | 124 x 73,5 cm      |       | Collezione privata                                                  | 1900/09                                       |
|         | Marguerite                                                  | 1900 | 95 x 60 cm         |       | Collezione privata                                                  | 1900/10                                       |
|         | Avant le bain                                               | 1900 | 134,5 x 75 cm      |       | Collezione privata                                                  | 1900/11                                       |
|         | Portrait de Madame Victor Olry Roederer, née Mathilde Mitre | 1900 | 196 x 108 cm       |       | Reims, Champagne Roederer                                           | 1900/12                                       |
|         | Portrait de Marius Vachon                                   | 1900 | 46 x 38 cm         |       | Collezione privata                                                  | 1900/13                                       |
|         | Deux sœurs                                                  | 1901 | 110,5 x 78,5 cm    |       | Appleton (Wisconsin), Lawrence University                           | 1901/01                                       |
|         | La paresseuse                                               | 1901 | 157,5 x 78,5 cm    |       | Ubicazione attuale sconosciuta                                      | 1901/02                                       |
|         | Sogno di primavera                                          | 1901 | 185,5 x 131 cm     |       | Indianapolis, Museum of Art                                         | 1901/03                                       |
|         | Tendres propos                                              | 1901 | 190,5 x 122 cm     |       | Winter Park (Florida), Cornell Museum of Fine Arts                  | 1901/04                                       |
|         | L'Amour s'envole                                            | 1901 | 170 x 112 cm       |       | Seattle, Frye Art Museum                                            | 1901/05                                       |
|         | Sollicitude maternelle                                      | 1901 | 155 x 81 cm        |       | Collezione privata                                                  | 1901/06                                       |
|         | Le livre de prix                                            | 1901 | 115 x 67 cm        |       | Collezione privata                                                  | 1901/07                                       |
|         | Le goûter                                                   | 1901 | 88,5 x 55,8 cm     |       | Collezione privata                                                  | 1901/08                                       |
|         | Yvonne sur le pas de la porte                               | 1901 | 95,5 x 63 cm       |       | Collezione privata                                                  | 1901/09                                       |
|         | Tricoteuse                                                  | 1901 | 90 x 54,5 cm       |       | Collezione privata                                                  | 1901/10                                       |
|         | L'attente                                                   | 1901 | 124,5 x 65 cm      |       | Collezione privata                                                  | 1901/11                                       |
|         | Le Oreadi                                                   | 1902 | 237,5 x 181,5 cm   |       | Parigi, museo d'Orsay                                               | 1902/01                                       |
|         | Modestie                                                    | 1902 | 160,5 x 72,5 cm    |       | Collezione privata                                                  | 1902/02                                       |
|         | Le jeune frère                                              | 1902 | 137 x 93 cm        |       | Richmond, Virginia Museum of Art                                    | 1902/03                                       |
|         | Giovane sacerdotessa                                        | 1902 | 181 x 81 cm        |       | Rochester (New York), University of Rochester, Memorial Art Gallery | 1902/04                                       |
|         | L'Attente                                                   | 1902 | 117 x 65,5 cm      |       | Collezione privata                                                  | 1902/05                                       |
|         | Dans les montagnes ou Femme aux chardons                    | 1902 | 116 x 73,5 cm      |       | Collezione privata                                                  | 1902/06                                       |
|         | Portrait de Mademoiselle x x                                | 1902 | 46,5 x 38,5 cm     |       | Collezione privata                                                  | 1902/07                                       |
|         | Au bord de la mer                                           | 1903 | 95 x 61 cm         |       | Collezione privata                                                  | 1903/01                                       |
|         | La Vague                                                    | 1903 | 80 x 174 cm        |       | Collezione privata                                                  | 1903/02                                       |
|         | La Vierge à l'agneau                                        | 1903 | 116 cm de diamètre |       | Collezione privata                                                  | 1903/03                                       |
|         | Admiration de l'Amour                                       | 1903 | 46 x 38 cm         |       | Ubicazione attuale sconosciuta                                      | 1903/04                                       |
|         | La Madone aux roses                                         | 1903 | 132 x 89 cm        |       | Tarrytown (New York), Lyndhurst Castle, Jay Gould Museum            | 1903/05                                       |
|         | Ora Pro Nobis                                               | 1903 | 115 x 74,5 cm      |       | Ubicazione attuale sconosciuta                                      | 1903/06                                       |
|         | Le Printemps                                                | 1903 | 195,5 x 106,5 cm   |       | Collezione privata                                                  | 1903/07                                       |
|         | Les marguerites                                             | 1903 | 114,5 x 71 cm      |       | Collezione privata                                                  | 1903/08                                       |
|         | Petite fille assise brodant                                 | 1903 | 128 x 66 cm        |       | Collezione privata                                                  | 1903/09                                       |
|         | La grappe de raisin                                         | 1903 |                    |       | Ubicazione attuale sconosciuta                                      | 1903/10                                       |
|         | Une dryade                                                  | 1904 | 125 x 115 cm       |       | Collezione privata                                                  | 1904/01                                       |
|         | Beauté romane                                               | 1904 | 180,5 x 81 cm      |       | Città del Messico, Fondazione Juan Antonio Pérez Simon              | 1904/02                                       |
|         | L'Amour au repos                                            | 1904 | 93 x 64 cm         |       | Ubicazione attuale sconosciuta                                      | 1904/03                                       |
|         | Far niente                                                  | 1904 | 120,5 x 76 cm      |       | Collezione privata                                                  | 1904/04                                       |
|         | L'Oceanide                                                  | 1904 | 96 x 205 cm        |       | La Rochelle, musée des Beaux-Arts                                   | 1904/05                                       |
|         | Rêverie                                                     | 1904 | 116 x 81 cm        |       | Jacksonville (Florida), The Cummer Museum of Arts                   | 1904/06                                       |
|         | Méditation                                                  | 1904 | 91,5 x 64,5 cm     |       | Manchester (New Hampshire), Currier Gallery of Art                  | 1904/07                                       |
|         | Le glaïeul                                                  | 1904 | 106 x 71 cm        |       | Mobile (Alabama), Museum of Art                                     | 1904/08                                       |
|         | Madone                                                      | 1905 | 81,5 x 65 cm       |       | Collezione privata                                                  | 1905/01                                       |
|         | Réflexion                                                   | 1905 | 100,5 x 81 cm      |       | Ubicazione attuale sconosciuta                                      | 1905/02                                       |
|         | Dans les bois                                               | 1905 | 162,5 x 94 cm      |       | Seattle, Frye Art Museum                                            | 1905/03                                       |
|         | La corbeille de fruits                                      | 1905 | 110,5 x 77 cm      |       | Collezione privata                                                  | 1905/04                                       |
|         | Le brin de genêt                                            | 1905 | 87,5 x 58 cm       |       | Collezione privata                                                  | 1905/06                                       |
|         | Jeune fille assise tenant une pomme                         | 1905 | 88,9 x 57,8 cm     |       | Dallas, Museum of Art                                               | 1905/07                                       |
|         | Méditation                                                  | 1905 | 105,5 x 71 cm      |       | Ubicazione attuale sconosciuta                                      | 1905/08                                       |